# Liste von Persönlichkeiten der Stadt Innsbruck
Diese Liste der Persönlichkeiten der Stadt Innsbruck enthält Personen, die entweder in Innsbruck geboren wurden oder lange Zeit dort lebten und in der deutschsprachigen Wikipedia mit einem Artikel vertreten sind. Die Liste erhebt keinen Anspruch auf Vollständigkeit.

## Söhne und Töchter der Stadt Innsbruck

### Bis zum 16. Jahrhundert

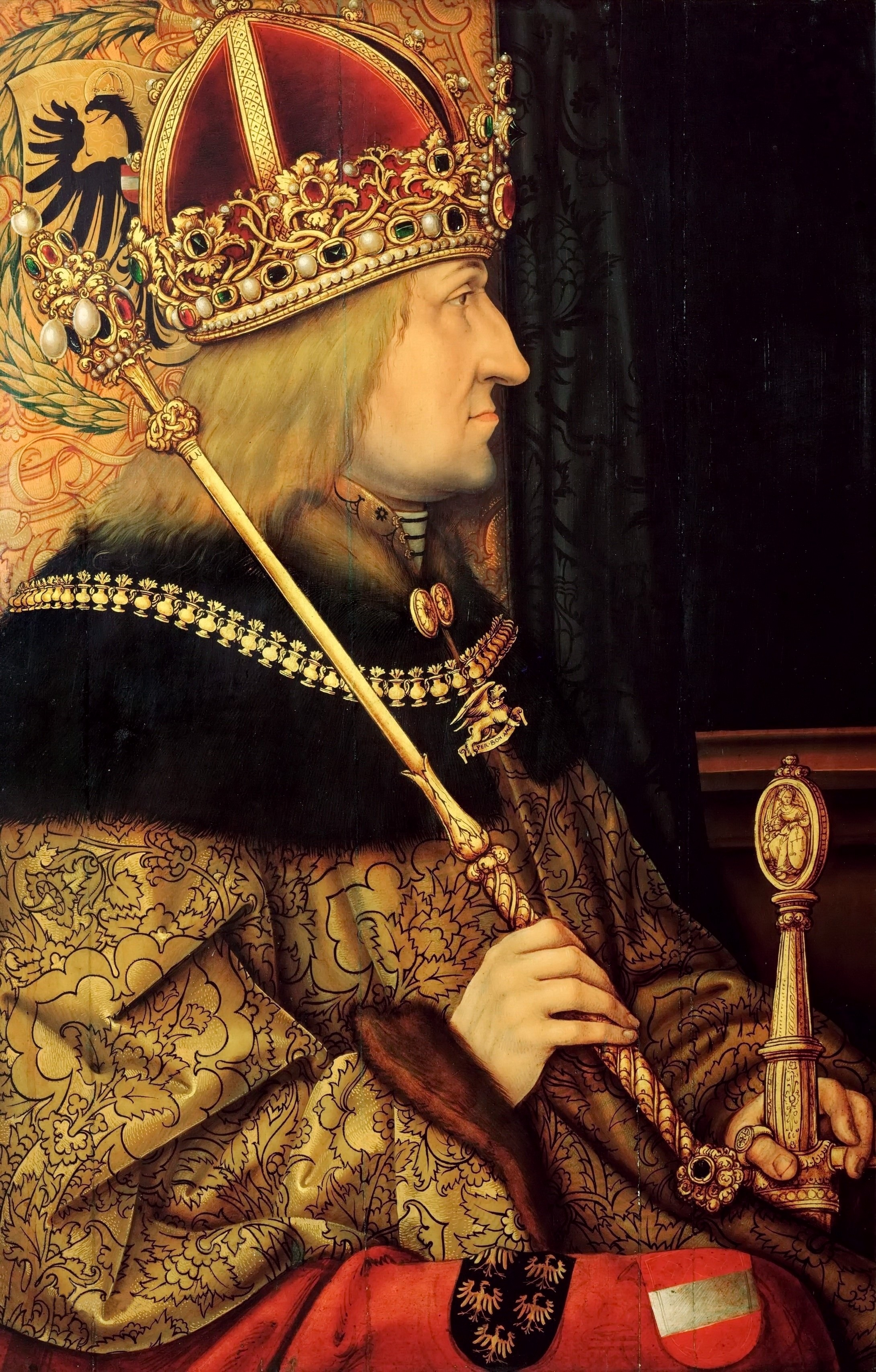
Friedrich III.
(1415–1493)

- Friedrich III. (1415–1493), Kaiser des Heiligen Römischen Reiches
- Margaretha II. von Österreich (um 1416–1486)
- Siegmund, genannt der Münzreiche (1427–1496), Erzherzog von Österreich und Regent von Tirol und Vorderösterreich
- Magdalena von Österreich (1532–1590)
- Hans Waldburger (um 1570–1630), Bildhauer und Vertreter des Manierismus
- Adam Tanner (1572–1632), Theologe
- Matthias Burglechner (1573–1642), Jurist, Geschichtsschreiber und Kartograph
- Albrecht von Kolowrat-Liebsteinsky (1583–1648), böhmischer Politiker, Appellationsrat, Reichshofrat und Vizekanzler in Böhmen.
- Christoph Gumpp der Jüngere (1600–1672), Baumeister

### 17. Jahrhundert
- Bernhard Gemelich (1605–1660), Abt des Stiftes Stams
- Johann Paul Schor (1615–1674), Maler und Dekorator
- Franz Weinhart (1617–1686), Weihbischof in Regensburg
- Ignaz Weinhart (1617–1684), Sammler und Gründer einer Wunderkammer
- Ferdinand Ludwig von Kolowrat-Liebsteinsky (1621–1701), böhmischer Adliger, General und Großprior des Malteserordens
- Bonaventura Schor (1624–1692), Maler
- Egid Schor (1627–1701), Maler
- Sigismund Franz (1630–1665), Landesfürst von Tirol von 1662 bis 1665
- Michael Waldmann der Jüngere (1640–1682), Barockmaler
- Johann Martin Gumpp der Ältere (1643–1729), Baumeister
- Johann Achamer (1650–1712), Metall- und Glockengießer
- Johann Anton Gumpp (1654–1719), Maler
- Ferdinand Karl Weinhart (1654–1716), Mediziner
- Johann Christoph Frölich von Frölichsburg (1657–1729), Strafrechtsgelehrter
- Melchior Steidl (1657–1727), Maler
- Kaspar Waldmann (1657–1720), Barockmaler
- Christoph Tausch (1673–1731), Architekt und Maler
- Josef Waldmann (1676–1712), Maler
- Georg Anton Gumpp (1682–1754), Baumeister
- Johann Martin Gumpp der Jüngere (1686–1765), Baumeister
- Johann Ferdinand Schor (1686–1767), Maler, Architekt und Ingenieur
- Otto von Graben zum Stein (ca. 1690–1756), Schriftsteller und Sagenforscher
- Aemilian Zeller (1691–1760), Bibliothekar des Klosters St. Gallen
- Bernhard Frank von Frankenberg (1692–1763), Exegeseprofessor, Abt, Bibliothekar des Klosters St. Gallen
- Philipp Haller (1698–1772), Maler

### 18. Jahrhundert
- Josef von Hormayr (1705–1779), österreichischer Staatsmann
- Joseph Ferdinand Guidobald von Spaur (1705–1793), pfalz-bayerischer Hofbischof in München
- Ignaz Weinhart (1705–1787), Jesuit, Mathematiker und Physiker
- Anton Ignaz von Fugger-Glött (1711–1787), Domherr in Köln
- Franz Caspar Benedikt Egloff (1715–1797), Schweizer Arzt und Professor in Innsbruck
- Balthasar Ferdinand Moll (1717–1785), Bildhauer
- Felix Adam Joseph von Fugger-Glött (1719–1770), Kölner Domherr
- Josef Ignaz Mildorfer (1719–1775), Maler
- Johann Michael Strickner (1720–1759), Maler
- Vigilius Kranicher (1722–1786), Abt von Stams
- Joseph Leopold Strickner (1744–1826), Maler und Kupferstecher
- Josef Schmutzer der Jüngere (1749–1808), Maler
- Johann Nepomuk von Laicharting (1754–1797), Entomologe und Botaniker
- Ignaz Anton von Indermauer (1759–1796), Kreishauptmann von Vorarlberg
- Karl Rudolf von Buol-Schauenstein (1760–1833), römisch-katholischer Bischof des Bistums Chur, Reichsfürst
- Michael Köck (1760–1825), Maler, Radierer und Freskant
- Johann Baptist Türk (1775–1841), Freiheitskämpfer
- Franz Xaver Schöpfer (1778–1855), Pharmazeut, Mediziner und Naturforscher
- Andreas von Mersi (1779–1861), Mathematiker, Rechts- und Staatswissenschaftler
- Jakob Placidus Altmutter (1780–1820), Maler
- Joseph Rapp (1780–1865), Jurist, Verwaltungsbeamter, Politiker und Historiker
- Joseph von Hormayr (1781/82–1848), Jurist, Historiker, Schriftsteller, Politiker und Freiheitskämpfer
- Wilibald Swibert Joseph Gottlieb von Besser (1784–1842), Botaniker und Entomologe
- Gottfried Primisser (1785–1812), Archivar und Historiker
- Wilhelm von Eichendorff (1786–1849), Gubernial- und Präsidialsekretär in Innsbruck
- Wenzel Scholz (1787–1857), Schauspieler
- Johann Nepomuk von Trapp (1790–1846), tirolischer Adliger, k. k. Kämmerer, Geheimer Rat, Obersterblandhofmeister in Tirol und ständischer Abgeordneter in Innsbruck
- Johann Nepomuk Haller (1792–1826), Bildhauer
- Alois Primisser (1796–1827), Numismatiker und Museumsfachmann
- Joseph Vincenz Hofmann (1800–1863), Theologe

### 19. Jahrhundert
- Franz Barth (1802–1877), Jurist, Politiker und Mitglied der Frankfurter Nationalversammlung
- Karl von Lodron-Laterano (1807–1860), Gutsbesitzer und Politiker aus dem Adelsgeschlecht Lodron
- Hermann von Gilm zu Rosenegg (1812–1864), Jurist und Dichter
- Kaspar von Lodron-Laterano (1815–1895), Beamter, Statthalter für Tirol, Ehrenbürger der Stadt Innsbruck
- Alois Kübeck von Kübau (1818–1873), Diplomat und Gesandter
- Franz von Rapp (1823–1889), Landeshauptmann von Tirol
- Laurentius Müller (1829–1906), Abt des Prämonstratenserstiftes Wilten
- Albert Neuhauser (1832–1901), Glasmaler, Gründer der Tiroler Glasmalereianstalt
- Anton von Schullern zu Schrattenhofen (1832–1889), Lyriker
- Karl Theodor von Sauer (1834–1911), bayerischer General, Kämmerer und Gouverneur der Festung Ingolstadt
- Franz Richard Unterberger (1837–1902), Landschaftsmaler
- Joseph Friedrich Hummel (1841–1919), Dirigent und Komponist
- Josef Oellacher (1842–1892), Mediziner
- Angelika von Hörmann (1843–1921), Dichterin
- Albert Jele (1844–1900), Kunsthistoriker, Direktor der Tiroler Glasmalereianstalt
- Max Gehri (1847–1909), Maler und Krippenschnitzer
- Pirmin August Lindner (1848–1912), Benediktiner und Ordenshistoriker
- Josef Pembaur der Ältere (1848–1923), Musikdirektor und Komponist
- Albert Zimmeter (1848–1897), Lehrer und Botaniker
- Ludwig Purtscheller (1849–1900), Bergsteiger, Lehrer
- Wilhelm Greil (1850–1928), Unternehmer, deutschfreiheitlicher Politiker und von 1897 bis 1923 Bürgermeister
- Josef Blaas (1851–1936), Geologe, Mineraloge und Maler
- Carl Gsaller (1851–1931), Alpinist
- Hermann Hammerl (1853–1933), Physiker und Hochschullehrer
- Edgar Meyer (1853–1925), Maler
- Tony Grubhofer (1854–1935), Maler und Grafiker
- Wolfram Zingerle (1854–1913), Romanist und Bibliothekar
- Oswald Zingerle (1855–1927), Germanist und Literaturhistoriker
- Georg Bruder (1856–1916), Mittelschullehrer und Paläontologe
- Emma von Müller (1859–1925), Genre- und Porträtmalerin
- Heinrich Schenkl (1859–1919), klassischer Philologe, Hochschullehrer

#### 1861 bis 1870
- Maria Anna von Buol-Berenberg (1861–1943), Dichterin und Schriftstellerin
- Eduard Erler (1861–1949), Politiker (DnP), Ehrenbürger der Stadt Innsbruck
- Hermann von Schullern zu Schrattenhofen (1861–1931), Nationalökonom und Hochschullehrer
- Franz Schumacher (1861–1939), Politiker (CSP)
- Bernhard Höfel (1862–1943), Juwelier und Mäzen
- Josef Pfefferle (1862–1939), Mosaizist, Gründer der Zirler Mosaikanstalt
- Hans von Voltelini (1862–1938), Jurist und Historikerin
- Carl Mayer (1862–1936), Vorstand der Psychiatrisch-Neurologischen Klinik
- Julius Steiner (1863–1904), Bildhauer
- Heinrich von Schullern zu Schrattenhofen (1865–1955), Schriftsteller und Arzt
- Leopold Gheri (1866–1952), Journalist, Schriftsteller und Maler
- Friedrich Kerner von Marilaun (1866–1944), Geologe und Meteorologe
- Philipp Schumacher (1866–1940), Maler und Illustrator
- Ferdinand von Helldorff (1868–1921), Großgrund- und Werksbesitzer, Maler und Politiker
- Alois Walde (1869–1924), Indogermanist, Altphilologe und Sprachwissenschaftler
- Ernst Durig (1870–1965), Jurist und Präsident des Verfassungsgerichtshofes, Ehrenringträger der Stadt Innsbruck
- Rafael Thaler (1870–1947), Maler und Restaurator

#### 1871 bis 1880
- Anton Renk (1871–1906), Schriftsteller und Volkskundler
- Arnold Durig (1872–1961), Physiologe
- Klara Thaner (1872–1936), Malerin
- Paul Busson (1873–1924), Journalist und Schriftsteller
- Ludwig Winkler (1873–1935), Apotheker und Pharmaziehistoriker sowie Vorsitzender der Gesellschaft für Geschichte der Pharmazie
- Ernst Hahn (1874–1950), Jurist und Politiker
- Otto Ampferer (1875–1947), Geologe
- Maria Ducia (1875–1959), sozialdemokratische Politikerin, Mitbegründerin der Frauenbewegung in Tirol
- Ferdinand Exl (1875–1942), Theaterschauspieler, Gründer und langjähriger Leiter der Exl-Bühne
- Josef Pembaur der Jüngere (1875–1950), Pianist und Komponist
- August Pezzey der Jüngere (1875–1904), Maler
- Karl Maria Pembaur (1876–1939), Komponist, Chorleiter und Kirchenmusiker
- Hermann Wopfner (1876–1963), Historiker und Volkskundler
- Fritz Konzert (1877–1964), Stadtbaudirektor
- Anton Schöpfer (1877–1960), Jurist, Generaldirektor der Österreichischen Bundesbahnen
- Henriette Schrott-Pelzel (1877–1962), Schriftstellerin
- Karl Senn (1878–1964), Organist und Komponist
- Ludwig Sturm (1878–1967), Maler und Restaurator
- Rudolf Brix (1880–1953), Schriftsteller

#### 1881 bis 1890

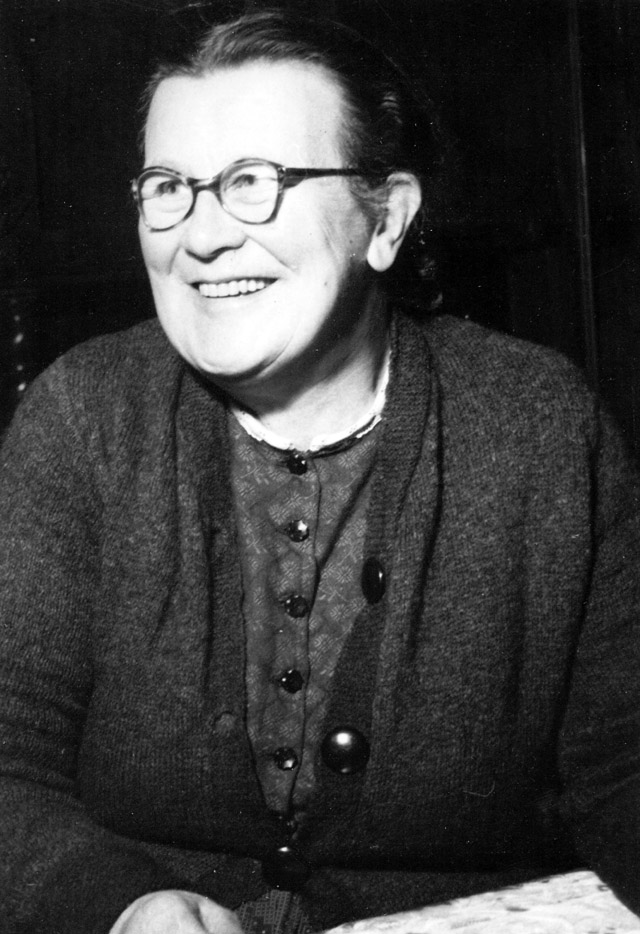
Fanny Wibmer-Pedit
(1890–1967)

- Josef Eckert-Labin (1881–1959), Maschinenbauer und Hochschullehrer
- Otto Stolz (1881–1957), Historiker
- Anna Exl (1882–1969), Theater- und Filmschauspielerin, Ehrenringträgerin der Stadt Innsbruck
- Eduard Köck (1882–1961), Schauspieler
- Artur Köllensperger (1884–1946), Richter
- Richard Müller (1884–1957), Fotograf
- Scholastika von Riccabona (1884–1963), Benediktinerin, 1. Äbtissin von St. Erentraud in Kellenried
- Bruno Sander (1884–1979), Geologe, Ehrenringträger der Stadt Innsbruck
- Hans Menardi (1885–1955), Architekt
- Hans Steinegger (1885–1962), Politiker (CSP)
- Anton Dörrer (1886–1968), Historiker, Volkskundler und Bibliothekar
- Mimi Gstöttner-Auer (1886–1977), Schauspielerin
- Walter Pembaur (1886–1948), Publizist und Politiker
- Raoul Stoisavljevic (1887–1930), Jagdflieger und Flugpionier
- Anton Konrath (1888–1981), Dirigent
- Theodor Prachensky (1888–1970), Architekt und Maler
- Maurus Schellhorn (1888–1973), Kirchenhistoriker
- Virgil Redlich (1890–1970), Benediktiner, Kirchenhistoriker
- Alfred Verdross (1890–1980), Diplomat und Universitätsprofessor an der Universität Wien
- Fanny Wibmer-Pedit (1890–1967), Schriftstellerin

#### 1891 bis 1900
- Diana Budisavljević (1891–1978), Humanistin und Aktivistin
- Adolf Jarisch junior (1891–1965), Mediziner Pharmakologe
- Josef Prantl (1891–1983), Politiker (SdP)
- Franz Baumann (1892–1974), Architekt
- Arthur Marchet (1892–1980), Petrologe, Hochschullehrer, NS-Funktionär
- Josefine Hirner, geborene Sick (1893–1976), Hebamme und bayerische Politikerin
- Viktor Oberguggenberger (1893–1963), Astronom
- Josef Ringler (1893–1973), Kunsthistoriker und Volkskundler
- Josef Fink (1894–1973), Politiker, Nationalrat
- Edi Linser (1894–1929), Motorradrennfahrer
- Mia Arch (1895–1986), Malerin und Teppichgestalterin
- C. H. Walther Kühn (1895–1970), Maler und Grafiker
- Manuel Oppitz (1895–1953), Schriftsteller
- Giuseppe Remigio Scartezzini (1895–1979), Schweizer Maler und Glasmaler
- Otto Hofmann (1896–1982), Chef des SS-Rasse- und Siedlungshauptamts während der Zeit des Dritten Reiches
- Rupertus Ganahl (1897–1943), römisch-katholischer Ordensmann, Missionar und Märtyrer
- Karl Springenschmid (1897–1981), nationalsozialistischer Schriftsteller und Lehrer
- Wilhelm Nicolaus Prachensky (1898–1956), Maler, Grafiker und Architekt
- Hans von Tabarelli (1898–1956), Dramatiker und Erzähler, Redakteur und Verlagslektor
- Richard Graubart (1899–1938), Kaufmann und Opfer der nationalsozialistischen Novemberpogrome
- Alma Holgersen (1899–1976), Schriftstellerin
- Otto Neugebauer (1899–1990), Mathematiker und Astronom
- Aloys Oberhammer (1900–1983), Politiker (ÖVP) und Landesbeamter

### 20. Jahrhundert

#### 1901 bis 1910

##### 1901 bis 1905
- Herbert Gurschner (1901–1975), Maler und Grafiker
- Franz Niedermoser (1901–1946), Psychiater und Euthanasiebeteiligter
- Vinzenz Oberhammer (1901–1993), Kunsthistoriker
- Ferdinand Ulmer (1901–1974), Politiker (WdU) und Universitätsprofessor
- Hans Andre (1902–1991), Bildhauer und Maler
- Kate Friedländer (1902–1949), österreichisch-britische Psychiaterin und Psychoanalytikerin
- Petrus Pavlicek (1902–1982), Franziskaner und Gründer des „Rosenkranz-Sühnekreuzzugs um den Frieden in der Welt“
- Carl-Heinz Schroth (1902–1989), Schauspieler, Regisseur und Synchronsprecher
- Robert Fischer (1903–1996), Pharmazeut und Hochschullehrer
- Karl Kunst (1904–1989), Landeshauptmann-Stellvertreter und Landesvorsitzender (SPÖ)
- Walter Senn (1904–1981), Musikwissenschaftler
- Auguste Lechner (1905–2000), Schriftstellerin und Jugendbuchautorin
- Walter Riml (1905–1994), Kameramann und Schauspieler
- Inge Wersin-Lantschner (1905–1997), Skirennläuferin

##### 1906 bis 1910
- Max Kammerlander (1906–1996), Schriftsteller
- Hans Kramer (1906–1992), Historiker
- Hadwig Pfeifer-Lantschner (1906–2002), deutsch-österreichische Skirennfahrerin
- Hans Kades (1906–1969), Schriftsteller
- Max Spielmann (1906–1984), Maler, Glasmaler und Bildhauer
- Rudolf Vones (1906–1967), Schauspieler und Dokumentarfilmer
- Ilse Exl (1907–1956), Theater- und Filmschauspielerin und Theaterdirektorin
- Franz Roilo (1907–1977), Bildhauer
- Robert A. Saurwein (1907–1942), Maler und Grafiker
- Walter Traut (1907–1979), Filmproduktions- und Herstellungsleiter
- Robert Bernardis (1908–1944), Widerstandskämpfer
- Otto Lantschner (1908–1989), österreichisch-deutscher Skirennläufer
- Karl Gruber (1909–1995), Politiker und Diplomat
- Otto Lutterotti (1909–1991), Kunsthistoriker
- Gustav Lantschner (1910–2011), österreichisch-deutscher Skirennläufer
- Albert Oblinger (1910–?), Radrennfahrer
- Ferdinand Trentinaglia (1910–1985), Jesuit und Schriftsteller

#### 1911 bis 1920

##### 1911 bis 1915
- Kuno Zerlauth (1911–2006), katholischer Priester, Jesuit, Präses der Marianischen Kongregationen, Jugendseelsorger
- Kurt Ziesel (1911–2001), Journalist, Publizist
- Josef Angermann (1912–1944), Schriftsetzer und Widerstandskämpfer
- Martha Bolldorf-Reitstätter (1912–2001), Architektin
- Hans Jamnig (1912–1991), Skilangläufer
- Josef Kölblinger (1912–1993), Goldschmied und Medailleur
- Hilde Nöbl (1912–2001), Malerin
- Ferdinand Preindl (1912–1998), Eisschnellläufer
- Lois Egg (1913–1999), Bühnenbildner
- Erich Eliskases (1913–1997), österreichischer und argentinischer Schachmeister
- Hubert Mayr (1913–1945), Widerstandskämpfer
- Fini Platzer (1913–1993), Künstlerin und Keramikerin
- Franz Grass (1914–1993), Rechtshistoriker
- Josef Kunst (1914–2002), Nationalratsabgeordneter, Politiker (SPÖ) und ÖGB-Landessekretär
- Margarete Schmid (1914–1997), Philosophin und römisch-katholische Theologin
- Josef Schmidhuber (1914–1969), Komponist und Chorleiter
- Luis Bassetti (1915–2007), Jurist, Diplomkaufmann und Politiker (ÖVP)
- Heinrich C. Berann (1915–1999), Grafiker
- Anna Coreth (1915–2008), Archivarin und Historikerin
- Gerhild Diesner (1915–1995), Malerin
- Andreas Hofer (1915–1945), Polizeibeamter und Widerstandskämpfer gegen den Nationalsozialismus
- Karl Oberhuber (1915–1997), Orientalist
- Siegfried Purner (1915–1944), Feldhandballspieler

##### 1916 bis 1920
- Fritz Berger (1916–2002), Maler
- Emmerich Kerle (1916–2010), Bildhauer und Kunsterzieher
- Robert Muth (1916–2008), klassischer Philologe
- Hubert Prachensky (1916–2009), Architekt
- Max Schuh (1916–2008), Pilot, Segelflieger
- Ettore Sottsass (1917–2007), Architekt und Designer
- Alfons Wotschitzky (1917–1969), Archäologe
- Hermine Gheri (1918–2013), Physikerin und Hochschullehrerin
- Lotte Philippi (1918–2004), deutsche Politikerin und Abgeordnete des Hessischen Landtags
- Felix F. Strauss (1918–1990), austroamerikanischer Historiker
- Herbert Bauer (1919–1997), Stuka-Pilot
- Ilse Glaninger-Balzar (1919–1998), Bildhauerin
- Maria Kuhnert-Brandstätter (1919–2011), Pharmakologin
- Robert Nessler (1919–1996), Komponist, Dirigent und Musikpädagoge
- Ernst Hiesmayr (1920–2006), Architekt
- Judith Holzmeister (1920–2008), Schauspielerin
- Werner Kunzenmann (1920–2012), Verleger, Publizist und Diakon
- Rudolf Ottlyk (1920–2007), Manager

#### 1921 bis 1930

##### 1921 bis 1925
- Fritz Prior (1921–1996), Politiker, Ehrenringträger der Stadt Innsbruck
- Reinhold Stecher (1921–2013), Bischof der Diözese Innsbruck
- Herbert Aulitzky (1922–2012), Ingenieur
- Anneliese Schuh-Proxauf (1922–2020), Skirennläuferin
- Ludwig Steiner (1922–2015), Diplomat und Politiker
- Otmar Suitner (1922–2010), Dirigent, Generalmusikdirektor und Professor
- Gertrud Pütz-Neuhauser (1923–1999), Nationalökonomin und Hochschullehrerin
- Oskar Schulz (1923–2017), Skilangläufer und Mineraloge
- Josef Thoman (1923–2003), Politiker (ÖVP)
- Hermann Buhl (1924–1957), Bergsteiger
- Hans Loch (1924–2005), Architekt
- Meinhard Michael Moser (1924–2002), Forstwissenschaftler, Mikrobiologe und Hochschullehrer
- Wolfgang Pfaundler (1924–2015), Volkskundler, Autor und Fotograf
- Helmut Wopfner (1924–2021), Geologe und Professor der Universität zu Köln
- Albert Andergassen (1925–1965), Ingenieur, Baumeister und Wohnungsbaumanager
- Ingo Feßler (1925–1982), Architekt
- Heinz Gappmayr (1925–2010), Künstler
- Richard Haller (1925–1983), Schauspieler und Synchronsprecher
- Julius Kraft-Kinz (1925–2018), Arzt (erste Operation am offenen Herzen in Österreich)
- Josef Menardi (1925–2020), Architekt und Denkmalpfleger
- Carl Reissigl (1925–2023), Politiker (ÖVP)
- Egon Schöpf (* 1925), Skirennläufer und Rennbetreuer

##### 1926 bis 1930
- Dietmar Schönherr (1926–2014), Schauspieler
- Bert Breit (1927–2004), Komponist, Journalist, Filmemacher, Zeichner
- Johanna Felmayer (1927–2000), Kunsthistorikerin
- Wolfram Köberl (1927–2020), Maler und Bildhauer
- Kelle Riedl, bürgerlich Karl Riedl (1927–1993), Theaterschauspieler und -regisseur
- Ernst Spieß (1927–2011), Skirennläufer und Sportfunktionär
- Rudolf Strobl (1927–1997), Schauspieler
- William Berger (1928–1993), Schauspieler
- Dieter Klebelsberg (1928–2018), Psychologe und Universitätsprofessor
- Rudolf Kreuzer (1928–2010), Maler, Grafiker, Bühnenbildner, Mosaizist, Bildhauer und Autor
- Heinz Lechner (1928–2020), Anwalt und Strafverteidiger und Fechter
- Dagmar Rom (1928–2022), Skirennläuferin
- Hellmuth Sitte (1928–2018), Professor für Allgemeine Biologie
- Walter Steinegger (1928–2022), Skispringer
- Erwin Steinlechner (1928–2021), Bezirksschulinspektor und Manager
- Elisabeth Baudisch (1929–2022), Architektin, Fotografin und Pädagogin
- Rudolf Dietrich (1929–2004), Skispringer
- Franz Gschnitzer (1929–2014), Chirurg
- Herbert Salcher (1929–2021), Politiker und Minister
- Robert Schuller (1929–1990), Architekt
- Peter Sitte (1929–2015), Zellbiologe und Universitätsprofessor
- Christian Bartenbach (1930–2025), Ingenieur
- Clemens M. Hutter (1930–2022), Journalist und Buchautor
- Karl Heinz Klee (1930–2008), Sportfunktionär, Ehrenringträger der Stadt Innsbruck
- Theo Peer (1930–2023), Pianist, ORF-Redakteur und Kabarettist
- Christian Schwarz-Schilling (* 1930), deutscher Politiker, Bundesminister und Bundestagsabgeordneter
- Erwin Thaler (1930–2001), Bobsportler
- Karl-Heinz Wolff (1930–2020), ordentlicher Universitätsprofessor für Versicherungsmathematik

#### 1931 bis 1940

##### 1931 bis 1935
- Gerhard Daum (1931–2013), Architekt
- Julia Gschnitzer (1931–2023), Schauspielerin
- Volkmar Mair (1931–2025), Verleger
- Bernhard Möller (* 1931), Erziehungswissenschaftler und Hochschullehrer
- Helmut Schinagl (1931–1998), Autor
- Paul Weingartner (* 1931), Philosoph, Wissenschaftstheoretiker, Hochschullehrer
- Kurt Weinzierl (1931–2008), Schauspieler
- August F. Witt (1931–2002), Forscher auf dem Gebiet elektronischer Materialien, Hochschullehrer
- Ludwig Adamovich jun. (1932–2024), Jurist und Präsident des Verfassungsgerichtshofes
- Hugo Hörtnagl (1932–2019), Politiker (SPÖ)
- Hans Krenn (1932–2007), Künstler des Phantastischen Realismus
- Gottfried Melzer (1932–2013), römisch-katholischer Kaplan
- Herbert Müller (1932–2024), Musiker, Journalist und Manager
- Herlinde Pissarek-Hudelist (1932–1994), Theologin, Religionspädagogin und Hochschullehrerin
- Markus Prachensky (1932–2011), Maler und Grafiker
- Heinrich Newesely (1933–1993), Professor für Medizinische Chemie und Werkstoffkunde, Direktor des Instituts für klinisch-theoretische Zahn-, Mund- und Kieferheilkunde der Freien Universität Berlin, Präsident des International Documentation Center for Preventive Dentistry[1]
- Fritz Schwab jun. (1932–2022), Manager und Präsident
- Leopold Bachmann (1933–2021), Schweizer Bauunternehmer und Stifter
- Hugo Bonatti, (* 1933), Schriftsteller
- Ekkehard Hörmann (1933–2014), Architekt
- Walter Neuhauser (1933–2016), Bibliothekar und Buchwissenschaftler
- Romuald Niescher (1933–2017), ehem. Bürgermeister von Innsbruck, Politiker (ÖVP)
- Ekkart Sauser (1933–2019), katholischer Priester und Kirchenhistoriker
- Ellen Thaler (1933–2024), Zoologin und Verhaltensforscherin
- Egon Zimmermann (1933–2016), Skirennläufer
- Adolf Koxeder (* 1934), Bobfahrer
- Volkmar Parschalk (1934–2016), Journalist, Kulturredakteur
- Peter Türler (1934–2022), deutscher Architekt
- Ulrich Feßler (1935–1987), Architekt
- Peter Pernthaler (* 1935), Rechtswissenschaftler

##### 1936 bis 1940
- Hermann Bayer (1936–2012), Maler, Zeichner und Grafiker
- Ernst Heiss (* 1936), Architekt und Entomologe
- Josef Nairz (* 1936), Bobfahrer
- Carl Pruscha (* 1936), Architekt
- Christian Scharfetter (1936–2012), deutscher Psychiater und Schriftsteller
- Erich Urbanner (* 1936), Komponist und Musikpädagoge
- Ludwig Hoffmann-Rumerstein (1937–2022), Großkomtur des Malteserordens
- Franz-Heinz Hye (1937–2016), Historiker und Archivar
- Leo Tschenett (1937–2012), Fußballtorhüter
- Wendelin Weingartner (* 1937), Politiker, Landeshauptmann von Tirol
- Hans Brenner (1938–1998), Schauspieler
- Helmut Haid (1938–2019), Leichtathlet
- Friedl Murauer (* 1938), Leichtathletin
- Horst Falkner (* 1939), Bauingenieur
- Fritz Mikesch (1939–2009), österreichisch-deutscher Maler, Grafiker und Hörspielautor
- Leopold Pfaundler von Hadermur (1839–1920), Physiker
- Maria Luise Prean-Bruni (* 1939), Missionarin und Autorin
- Heinz Tesar (1939–2024), Architekt
- Rudolf Warzilek (1939–2025), Politiker (ÖVP)
- Christian Bertel (* 1940), Rechtswissenschaftler
- Anton Christian (* 1940), Maler
- Fritz Dinkhauser (* 1940), Politiker
- Kurt Egger (* 1940), Kapuziner, Sprachwissenschaftler und Hochschullehrer
- Wilhelm Egger (1940–2008), Theologe, Hochschullehrer und Bischof der Diözese Bozen-Brixen
- Hansjörg Farbmacher (1940–1982), Skilangläufer und Biathlet
- Helmut Hable (* 1940), Maler, Kunstförderer und Kurator
- Willi Köstinger (1940–2014), Snowboarder
- Lisbeth Lass (* 1940), Verfassungsrichterin
- Walter Müller (1940–1966), Biathlet
- Hans Nothdurfter (1940–2022), Südtiroler Prähistoriker und Denkmalpfleger
- Karl Pischl (* 1940), Politiker
- Fritz Raber (* 1940), Rechtswissenschaftler
- Günter Stemberger (* 1940), Judaist
- Jörg Streli (1940–2019), Architekt und Hochschullehrer
- Ewald Walch (1940–2023), Rennrodler und Boxer
- Elisabeth Walde (* 1940), Archäologin

#### 1941 bis 1950

##### 1941 bis 1945
- Werner Delle Karth (* 1941), Bobfahrer
- Fried Esterbauer (1941–2004), Rechts- und Politikwissenschaftler
- Heinz Gstrein (1941–2023), Orientalist
- Krista Hauser (1941–2024), Journalistin, Autorin und Dokumentarfilmerin
- Hans-Reinhard Koch (* 1941), Mediziner und Verleger
- Helmut Mader (* 1941), Politiker (ÖVP), Mitglied des Bundesrates und Präsident des Tiroler Landtags
- Gerhard Oberkofler (* 1941), Historiker
- Peter Schröcksnadel (* 1941), Unternehmer, ÖSV-Präsident
- Elke Deuringer (* 1942), deutsche Liedermacherin und Schauspielerin
- Josef Eder (* 1942), Bobfahrer
- Dietmar Kainrath (1942–2018), Grafiker und Karikaturist
- Klaus Leeb (* 1942), Informatiker, Mathematiker und Hochschullehrer
- Günther Lorenz (1942–2013), Althistoriker
- Reinhard Putz (* 1942), Anatom
- Sigurd Paul Scheichl (* 1942), Literaturwissenschaftler
- Gerhard Wanner (* 1942), Mathematiker
- Dieter Feichtner (1943–1999), Synthesizerspieler und Komponist
- Peter Gröbner (* 1943), Chemiker und Biochemiker
- Winfried Werner Linde (1943–2024), Journalist und Schriftsteller
- Wolf-Dieter Lingk (* 1943), deutscher Regisseur und Schauspieler
- Reimo Lunz (1943–2025), Archäologe
- Volker Mahnert (1943–2018), Entomologe, Arachnologe, Ichthyologe und Parasitologe
- Helmut Reinalter (* 1943), Historiker und Philosoph
- Manfred Schlapp (* 1943), Philosoph, Publizist und Filmemacher
- Roland Mader (1944–2018), Volleyballfunktionär
- Wolfgang Steinmayr (* 1944), Radrennfahrer
- Karin Eggers (* 1945), deutsche Politikerin
- Brigitte Seiwald (* 1945), Skirennläuferin

##### 1946 bis 1950
- Walter Delle Karth jun. (* 1946), Bobfahrer
- Hans Haider (* 1946), Kulturjournalist und Autor
- Gerhard Larcher (1946–2022), römisch-katholischer Theologe
- Herbert Lochs (1946–2015), Mediziner
- Helmut Pechlaner (* 1946), Direktor des Tiergarten Schönbrunn in Wien
- Bernd Michael Rode (1946–2022), Chemiker
- Sonja Stiegelbauer (* 1946), Politikerin, Bundesministerin
- Erich Thöni (* 1946), Ökonom
- Johann Tischler (1946–2019), Sprachwissenschaftler
- Reinhold Bichler (* 1947), Althistoriker und Professor
- Jürgen Bodenseer (* 1947), Politiker (ÖVP)
- Dora Czell (* 1947), Malerin und Kunsterzieherin
- Wolfgang Fritz (* 1947), Schriftsteller
- Monica Gruber (* 1947), Schauspielerin und Synchronsprecherin
- Arno Grünberger (* 1947), Architekt
- Michael Halhuber-Ahlmann (* 1947), Psychologe und Pädagoge
- Konstantin Kaiser (* 1947), Schriftsteller und Literaturwissenschaftler
- Erwin Koller (1947–2010), Germanist und Lusitanist
- Egon A. Prantl (1947–2024), Schriftsteller
- Ernst Reyer (* 1947), Maler
- Siegfried Singer (* 1947), Musiker und Komponist
- Gerhard Stemberger (* 1947), Soziologe und Psychotherapeut
- Artur Völkl (* 1947), Rechtswissenschaftler
- Josef Wilhelm (* 1947), römisch-katholischer Theologe
- Helga Anders (1948–1986), Schauspielerin und Synchronsprecherin
- Bernhard Eccher (* 1948), Rechtswissenschaftler
- Kurt Grünewald (* 1948), Politiker (GRÜNE)
- Johann Holzner (* 1948), Germanist
- Bernhard König (* 1948), Rechtswissenschaftler und Hochschullehrer
- Klaus Lugger (* 1948), Funktionär des Gemeinnützigen Wohnbaus und Jurist
- Martin Mumelter (* 1948), Geiger und Autor
- Rudolf Rengier (* 1948), deutscher Rechtswissenschaftler, Professor an der Universität Konstanz
- Martin Bitschnau (* 1949), Historiker
- Rudolf Hiessl (* 1949), Politiker (ÖVP)
- Hans Lindenberger (* 1949), Politiker (VT/SPÖ)
- Herlinde Menardi (* 1949), Volkskundlerin
- Christoph Ulf (* 1949), Althistoriker
- Dietmar Geissler (* 1950), Internist
- Kurt Jara (* 1950), Fußballspieler und Trainer
- Alfred Kleinheinz (1950–2018), Schauspieler
- Peter Lindenthal (* 1950), Entwicklungshelfer und Autor
- Josef Steiner (* 1950), Langstreckenläufer
- Elisabeth Wiesmüller (* 1950), Politikerin (GRÜNE)

#### 1951 bis 1960

##### 1951 bis 1955

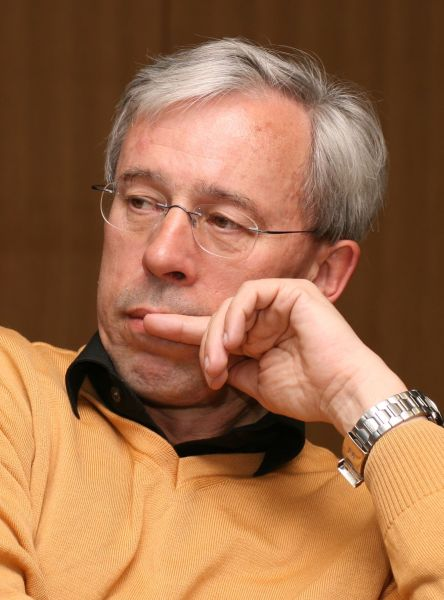
Peter Zoller (* 1952)

- Kriemhild Buhl (* 1951), Schriftstellerin und Bibliothekarin
- Elmar Ottenthal (* 1951), Regisseur und Theaterintendant
- Egon Scoz (1951–2002), Maler und Grafiker
- Gerhard Stocker (* 1951), Manager
- H. W. Valerian (1951–2022), Schriftsteller und Journalist
- Fritz Gurgiser (* 1952), Politiker
- Heinz D. Heisl (* 1952), Autor
- Frank Höpfel (* 1952), Jurist
- Meinhard Kneussl (* 1952), Mediziner
- Raimund Schreier (* 1952), Prämonstratenser und Abt von Stift Wilten, Ehrenringträger der Stadt Innsbruck
- Hubertus Schumacher (* 1952), Jurist
- Ingrid Strobl (1952–2024), Revolutionärin und Schriftstellerin
- Stefan Zangerl (* 1952), Politiker (FRITZ)
- Peter Zoller (* 1952), Physiker
- Ursula Hendrich-Schneider (1953–2009), Sozial- und Wirtschaftswissenschafterin, Hochschullehrerin
- Angelika Hörmann (* 1953), Politikerin (GRÜNE)
- Werner Königshofer (1953–2025), Politiker
- Michael Oberguggenberger (* 1953), Mathematiker
- Klaus Rohrmoser (* 1953), Regisseur, Schauspieler, Theaterleiter und Autor
- Helmuth Schönauer (* 1953), Autor
- Peter Bruno Schwarz (1953–2019), Fußballspieler
- Markus Stolberg (* 1953), Schauspieler
- Franziska Weinberger (* 1953), Kunsthistorikerin und Künstlerin
- Peter Anreiter (* 1954), Sprachwissenschafter
- Günther Bonn (* 1954), Chemiker
- Andreas Brugger (* 1954), Politiker
- Anton Frisch (* 1954), Politiker (FPÖ)
- Klaus Hanke (* 1954), Geodät
- Anneliese Junker (* 1954), Politikerin (ÖVP)
- Ernst Pechlaner (* 1954), Politiker (SPÖ)
- Anton Pertl (* 1954), Politiker (ÖVP)
- Robert Pfitscher (* 1954), Boxer
- Elmar Samsinger (* 1954), Buchautor und Ausstellungsmacher
- Marta Schreieck (* 1954), Architektin
- Gerhard Tomedi (* 1954), Prähistoriker
- Charly Augschöll (* 1955), Jazzmusiker
- Didi Constantini (1955–2024), Fußballspieler und -trainer
- Georg Dornauer (* 1955), Politiker (SPÖ)
- Walter Klier (* 1955), Schriftsteller, Kritiker, Herausgeber und Autor von Berg- und Wanderführern
- Peter Martell (* 1955 als Heinz Klier), österreichische Sänger und Komponist
- Klaus Oeggl (* 1955), Botaniker
- Uli Spieß (* 1955), alpiner Skirennläufer
- Gabriele Sima (1955–2016), Opernsängerin
- Peter R. Steiner (* 1955), Krankenhausmanager und Hochschullehrer

##### 1956 bis 1960

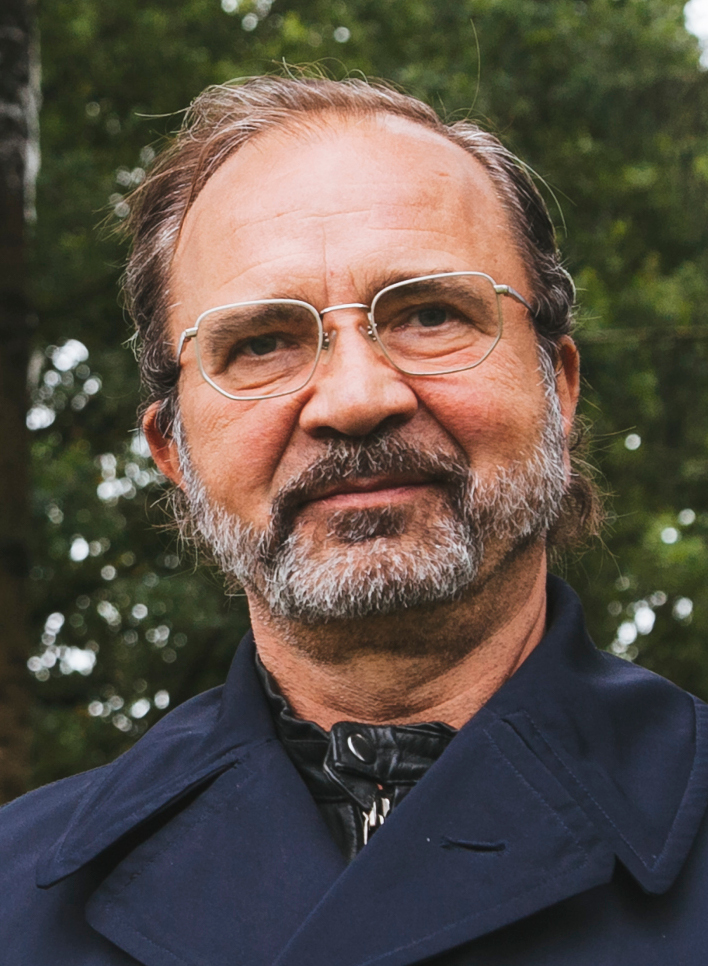
Martin Gostner (* 1957)

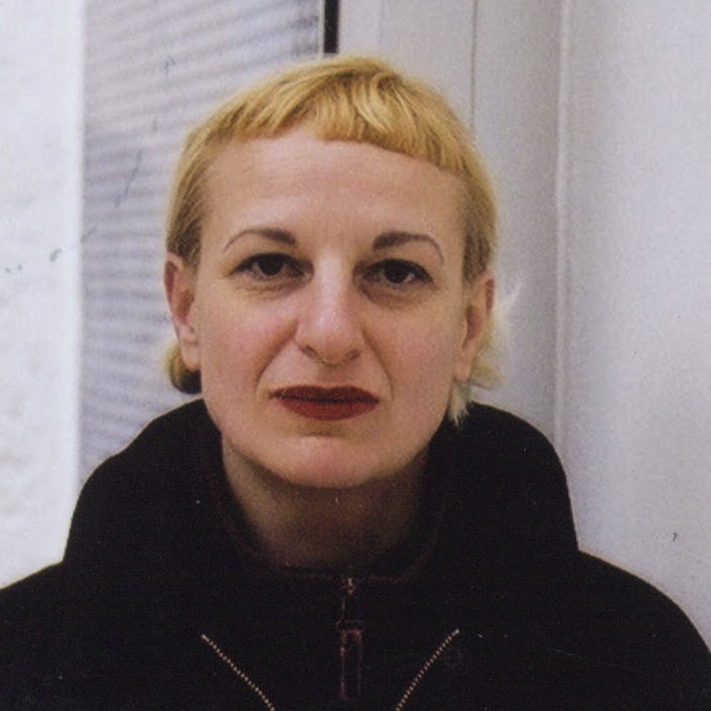
Sabine Groschup (* 1959)

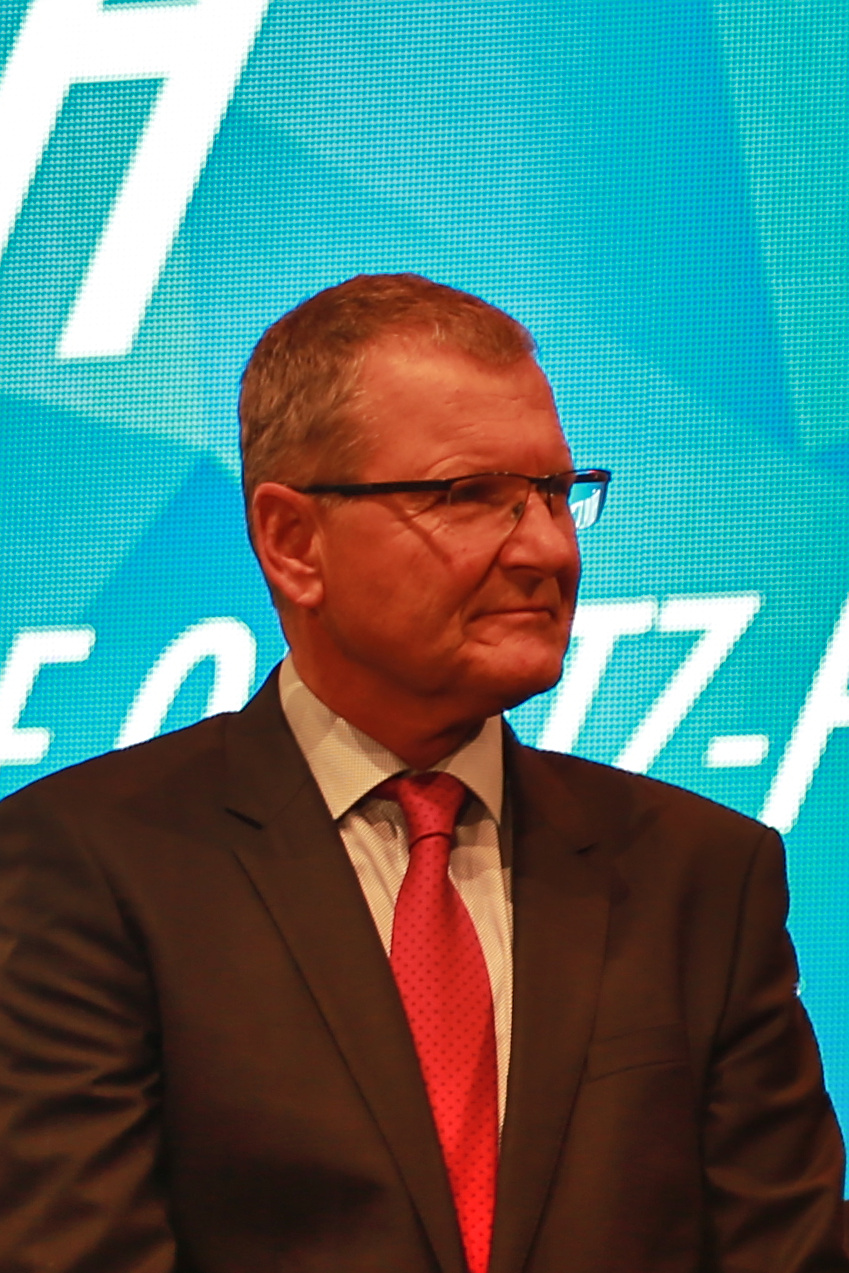
Andreas Ermacora (* 1960)

- Christian Bucher (1956–2023), Bauingenieur
- Wolfgang Dietrich (* 1956), Politikwissenschaftler und Hochschullehrer
- Herwig Hauser (* 1956), Mathematiker
- Rainer Köberl (* 1956), Architekt
- Christoph König (* 1956), Germanist
- Alois Margreiter (* 1956), Politiker (ÖVP)
- Eveline Pipp (1956–2017), Bibliothekarin der Universitäts- und Landesbibliothek Tirol und Botanikerin
- Norbert Pümpel (* 1956), bildender Künstler
- Walter Renner (1956–2018), Psychologe, Universitätsdozent
- Georg Schärmer (* 1956), Direktor der Caritas der Diözese Innsbruck
- Klaus Schwaighofer (* 1956), Rechtswissenschaftler
- Franz Weber (* 1956), Skirennläufer, Weltrekordhalter im Geschwindigkeitsskifahren, Unternehmer
- Christine Baur (* 1957), Politikerin (GRÜNE)
- Martin Gostner (* 1957), bildender Künstler
- Walther Großrubatscher (1957–2019), Jazzmusiker
- Rudolf Nagl (* 1957), Politiker (ÖVP)
- Maria Senkowsky (* 1957), Eishockeyspielerin
- Anton Steixner (* 1957), Politiker (ÖVP)
- Wilfried Tilg (* 1957), Politiker (FPÖ)
- Leo Korn (1958–2008), Sänger
- Günther Loewit (* 1958), Schriftsteller und Arzt
- Christian Mair (* 1958), Sprachwissenschaftler und Hochschullehrer
- Johannes Margreiter (* 1958), Jurist und Politiker (NEOS)
- Elisabeth Schimana (* 1958), Komponistin
- Nicola Spieß (* 1958), Skirennläuferin
- Florian Bramböck (* 1959), Komponist und Professor
- Sabine Groschup (* 1959), Künstlerin, Filmemacherin, Autorin
- Werner Jäger (* 1959), Eisschnellläufer
- Peter Kogler (* 1959), Multimediakünstler
- Walter Meischberger (* 1959), Unternehmer und Politiker
- Georg Willi (* 1959), Politiker (GRÜNE) und Bürgermeister der Stadt Innsbruck
- Patrizia Zoller-Frischauf (* 1959), Politikerin (ÖVP)
- Rainer Egger (* 1960), Schauspieler
- Andreas Ermacora (* 1960), Jurist und Vereinsfunktionär
- Kurt Estermann (* 1960), Komponist und Organist
- Hubert Flattinger (* 1960), Schriftsteller, Illustrator und Maler
- Hans-Peter Glanzer (* 1960), Diplomat
- Heinz Kirchmair (* 1960), Politiker (ÖVP)
- Robert Prader (* 1960), Generalmajor des österreichischen Bundesheeres
- Klaus Wittauer (* 1960), Politiker (FPÖ/BZÖ)

#### 1961 bis 1970

##### 1961 bis 1965

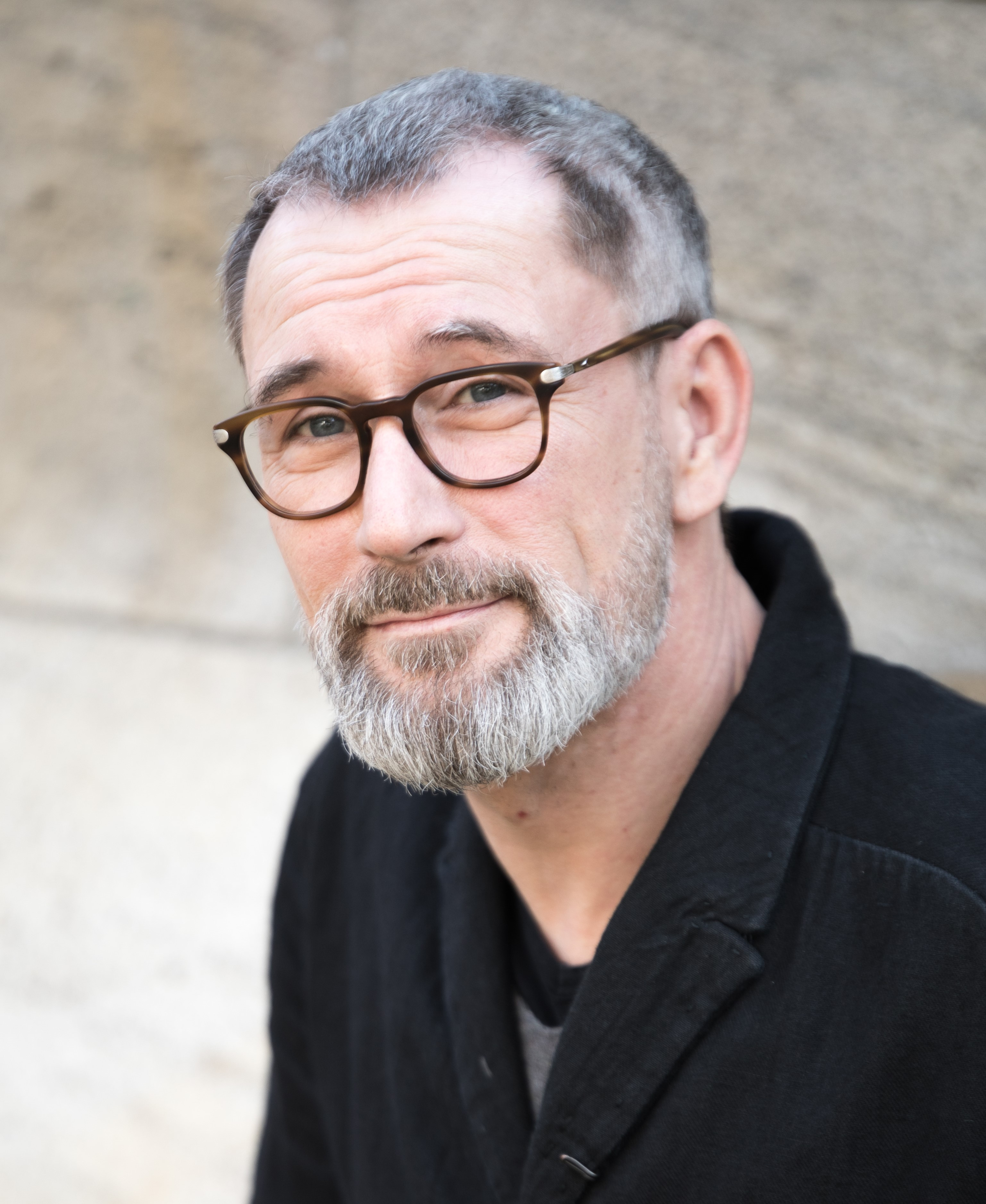
Heikko Deutschmann (* 1962)

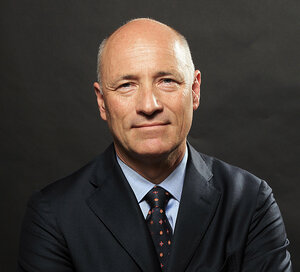
Martin Weiss (* 1962)

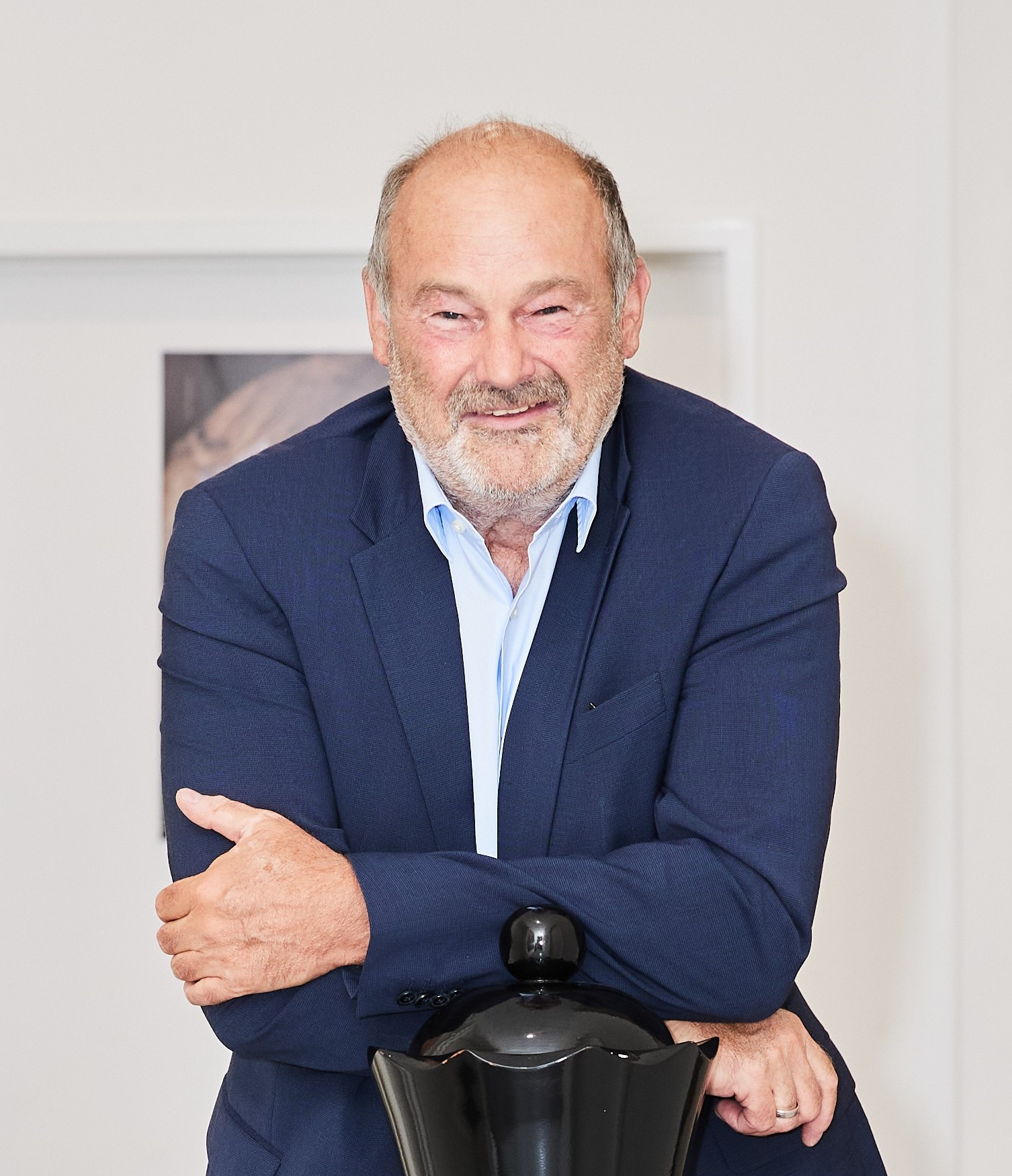
Thomas Müller (* 1964)

- Ingo Appelt (* 1961), Bobfahrer und Politiker (FPÖ)
- Klaus Brandstätter (1961–2014), Historiker
- Thomas Brezinka (* 1961), Dirigent, Kulturmanager und musikwissenschaftlicher Dozent
- Andreas Gumpold (* 1961), Skilangläufer
- Brigitte Jaufenthaler (* 1961), Schauspielerin
- Patricia Karg (* 1961), Bildhauerin und Malerin
- Rudi Mair (* 1961), Meteorologe, Glaziologe und Lawinenexperte
- Martina Nowara (* 1961), Politikerin (ÖVP)
- Christoph Platzgummer (* 1961), Politiker (ÖVP)
- Eva-Maria Posch (* 1961), Politikerin (ÖVP)
- Gerhard Rainer (* 1961), Rennrodler
- Mariam Irene Tazi-Preve (* 1961), Politikwissenschaftlerin und Autorin
- Heikko Deutschmann (* 1962), Bühnen- und Fernsehschauspieler
- Bernhard Fügenschuh (* 1962), Geologe
- Michael Gehler (* 1962), Historiker
- Susanne Gillmayr-Bucher (* 1962), römisch-katholische Theologin und Hochschullehrerin
- Andreas Leitgeb (* 1962), Politiker (NEOS)
- Christian Mark (* 1962), Skeleton- und Bobfahrer
- Otto Mayregger (* 1962), Rennrodler
- Thomas Pupp (* 1962), Politiker (SPÖ)
- Helmut Ritsch (* 1962), Physiker
- Irene S. (* 1962), Sängerin, Schauspielerin und Kabarettistin
- Gabriele Schiessling (* 1962), Politikerin (SPÖ)
- Richard Seeber (* 1962), Politiker
- Alexandra Tanda (* 1962), Politikerin (ÖVP)
- Martin Weiss (* 1962), Diplomat, Botschafter der Republik Österreich
- Verena Wengler (* 1962), Schauspielerin
- Martin Bramböck (* 1963), Hornist
- Carola Dertnig (* 1963), Künstlerin und Professorin
- Wenzel Fuchs (* 1963), Klarinettist
- Michael Hadschieff (* 1963), Skilangläufer
- Hannes Haid (* 1963), Basketball-Nationalspieler
- Gerhard Haidacher (* 1963), Bobfahrer
- Franz Marx (* 1963), Ringer
- Dagmar Rabensteiner (* 1963), Läuferin
- Bertram Haid (* 1964), Cartoonist
- Barbara Kolm (* 1964), Wirtschaftswissenschaftlerin und ehemalige Politikerin (FPÖ)
- Thomas Müller (* 1964), Kriminalpsychologe
- Markus Prock (* 1964), Rennrodler
- Winfried Ritsch (* 1964), Komponist
- Andreas Steiner (* 1964), Weitspringer
- Michael Wanner (* 1964), Politiker (SPÖ)
- Bernd Angerer (* 1965), Spezialeffekt-Animator
- Georg Laich (* 1965), Journalist und Fernsehmoderator
- Winfried Löffler (* 1965), römisch-katholischer Theologe und Philosoph
- Wolfgang Mader (* 1965), Extremsportler
- Christine Thiemt (* 1965), Schriftstellerin und Übersetzerin

##### 1966 bis 1970
- Christian Auer (* 1966), Skeletonfahrer

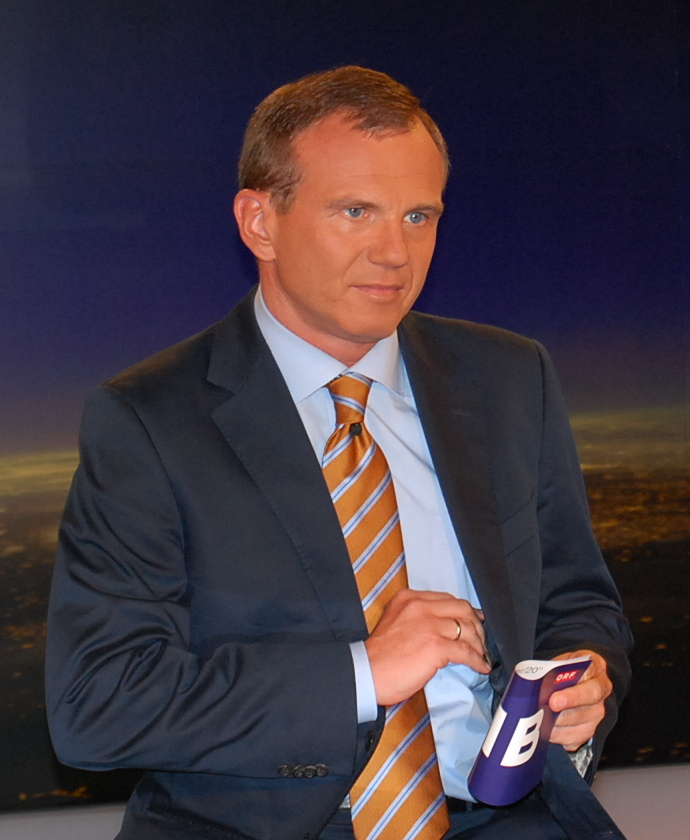
Armin Wolf (* 1966)

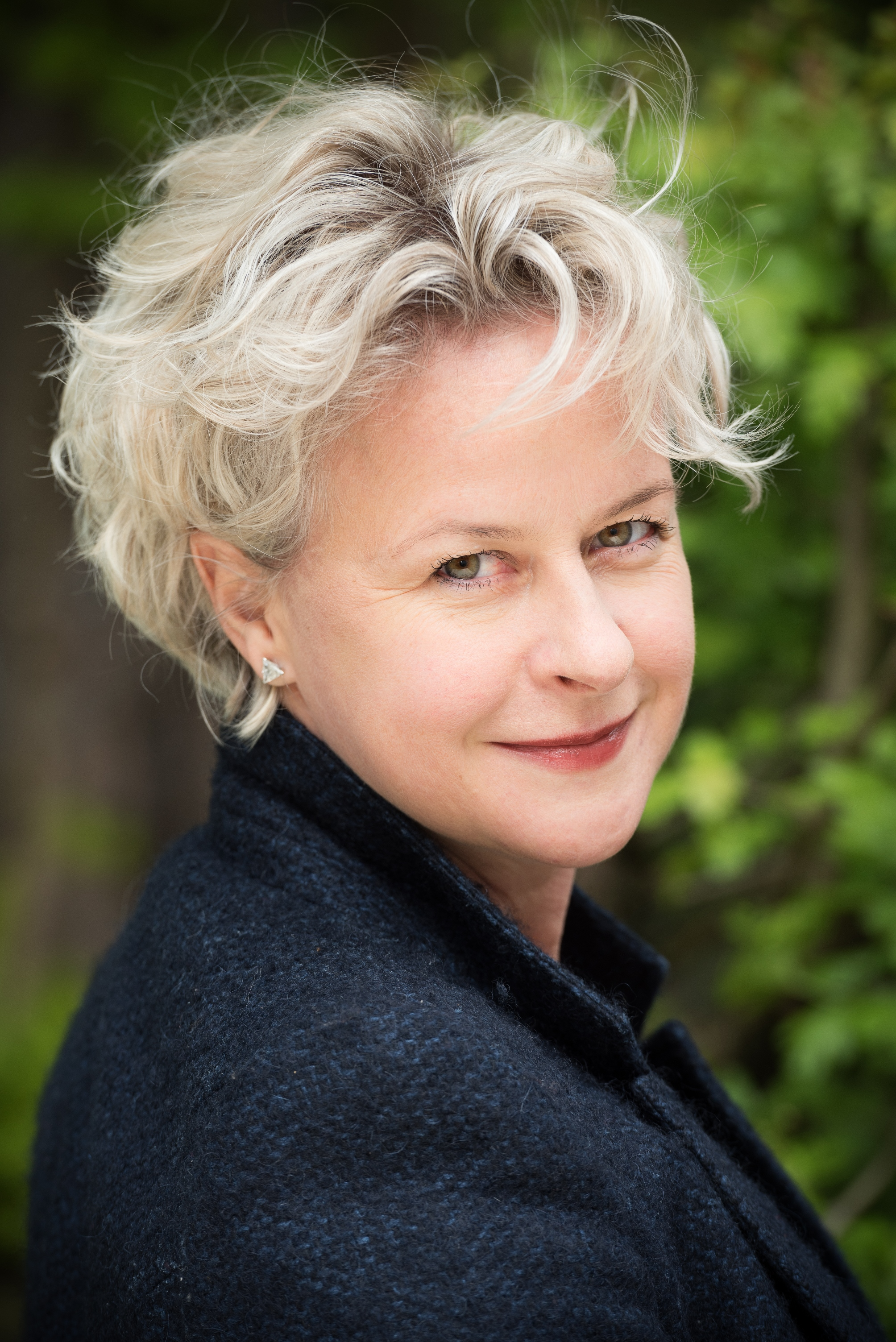
Angelica Ladurner (* 1967)

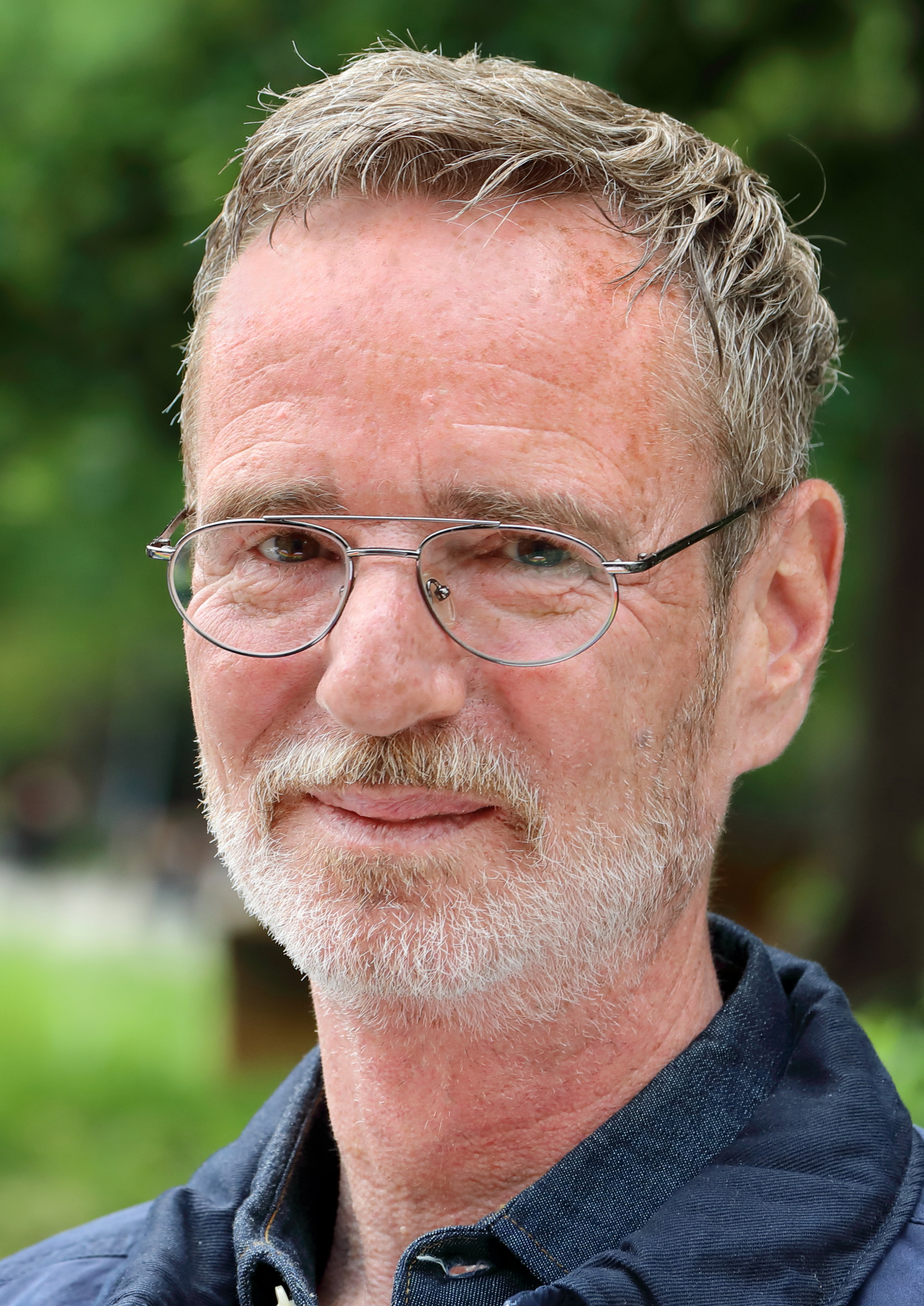
Hannes Sulzenbacher (* 1968)

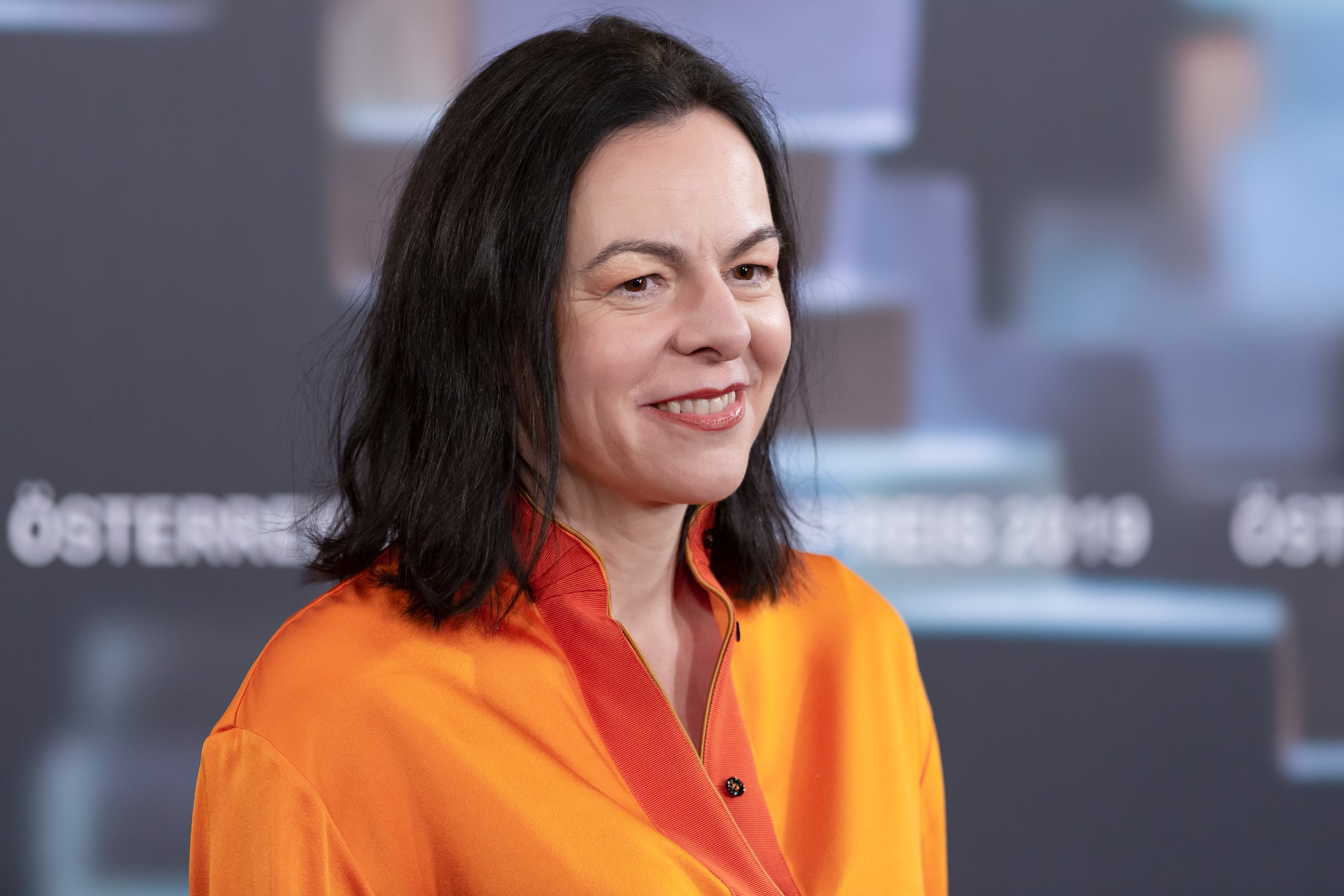
Monika Willi (* 1968)

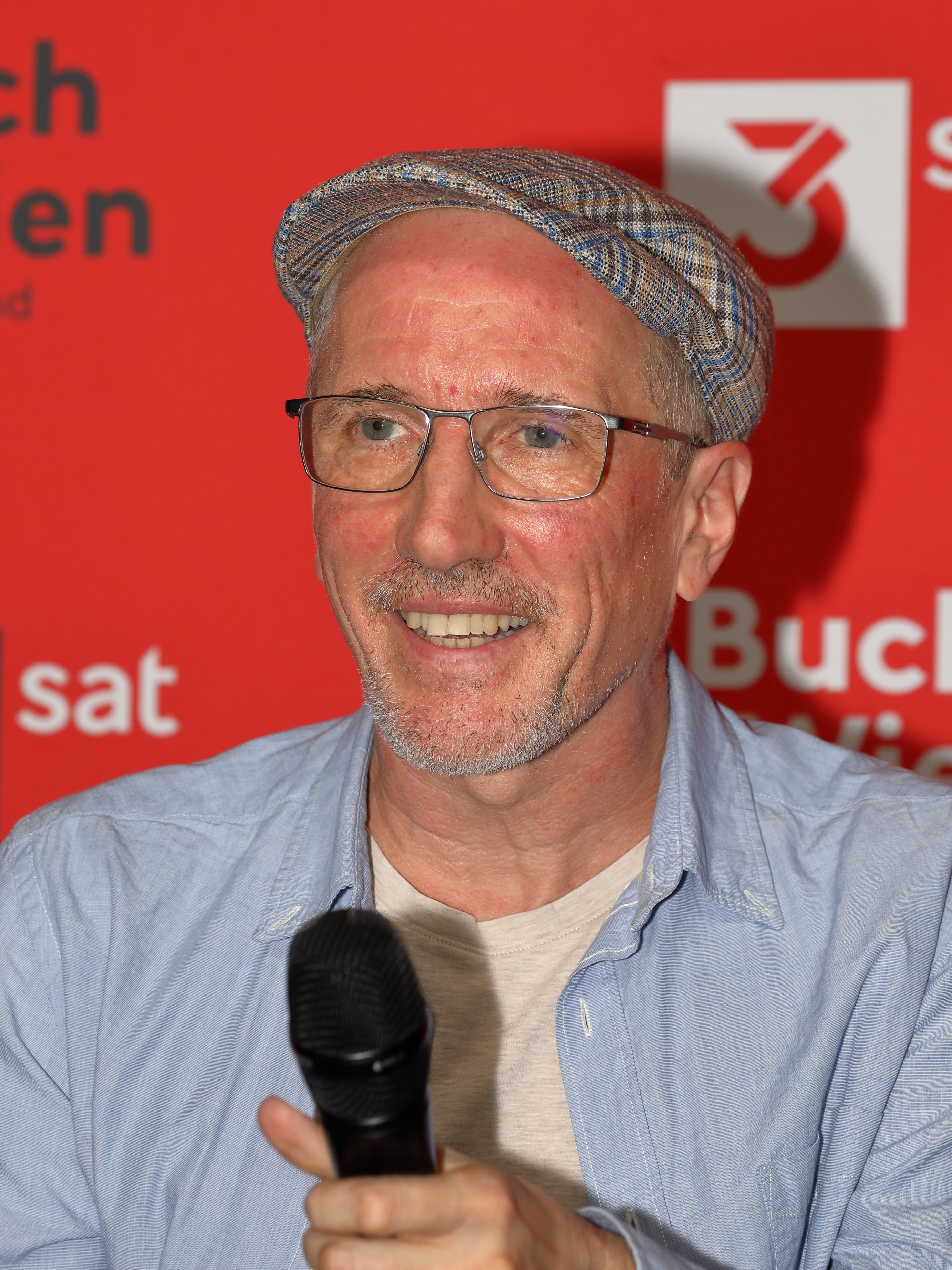
Hans Platzgumer (* 1969)

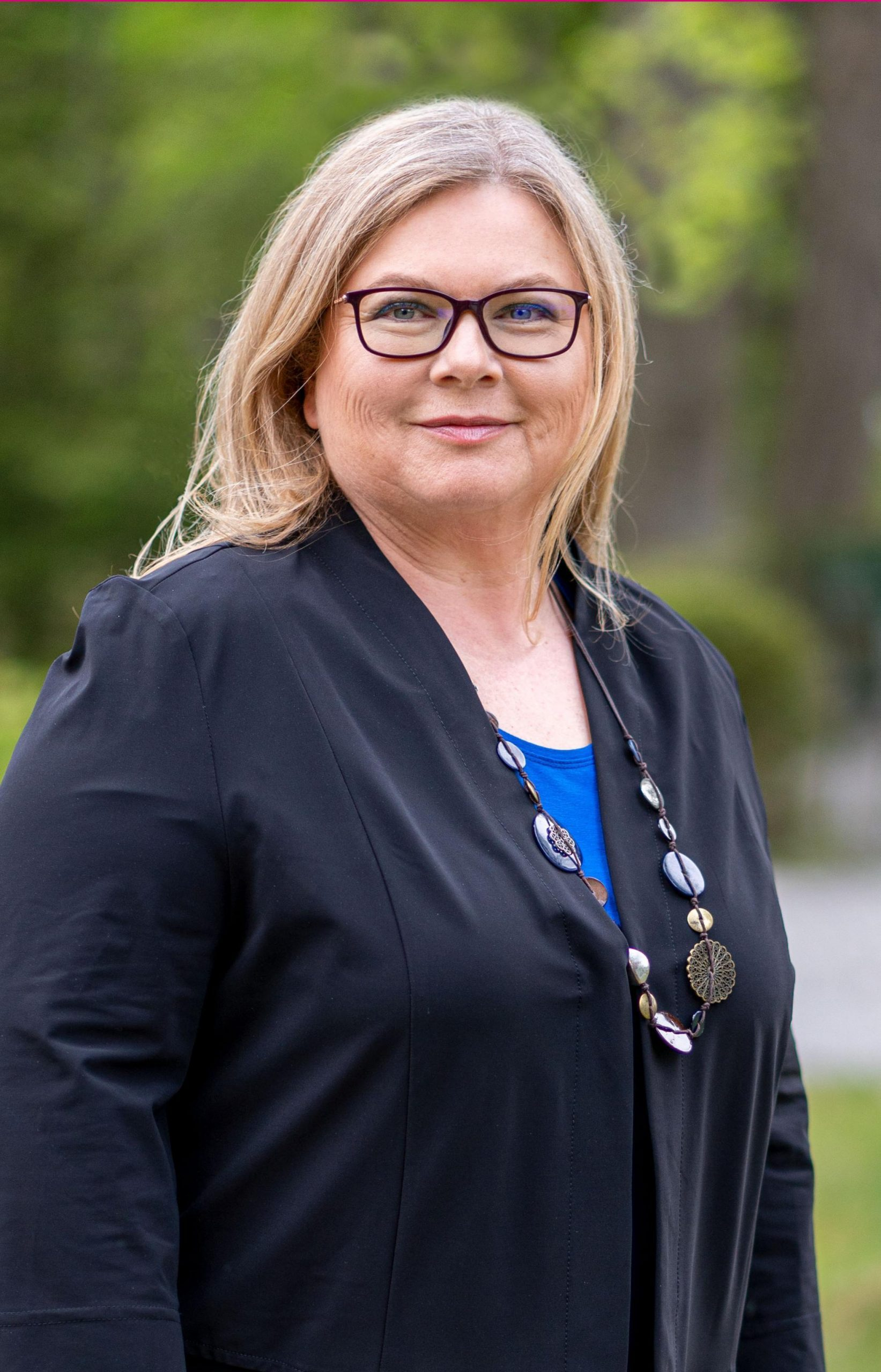
Petra Wohlfahrtstätter (* 1969)

- Stefan Bidner (* 1966), Ausstellungsmacher
- Guntram Brattia (1966–2014), Schauspieler und Theaterregisseur
- Annette Giesriegl (* 1966), Sängerin
- Christoph Grissemann (* 1966), Satiriker, (Radio-)Moderator und Kabarettist
- Wilhelm Guggenberger (* 1966), römisch-katholischer Theologe
- Eva Lind (* 1966), Sopranistin
- Robert Manzenreiter (* 1966), Rennrodler
- Ludwig Wolfgang Müller (* 1966), Autor und Kabarettist
- Walther Parson (* 1966), forensischer Molekularbiologe und Hochschullehrer
- Oswald Sallaberger (* 1966), Dirigent und Violinist
- Hubert Schösser (* 1966), Rennrodler
- Christiane Spatt (* 1966), Künstlerin
- Harald Windisch (* 1966), Schauspieler
- Armin Wolf (* 1966), Fernsehmoderator
- Iris Zangerl-Walser (* 1966), Politikerin (ÖVP)
- Karin Hakl (* 1967), Politikerin (ÖVP)
- Christoph Hofinger (* 1967), Sozialforscher
- Angelica Ladurner (* 1967), Schauspielerin, Sängerin, Regisseurin und Autorin
- Michael Schneider (* 1967), Druckgrafiker und Hochschullehrer
- Gregor Bloéb (* 1968), Schauspieler
- Thomas Ertl (* 1968), Historiker
- Andrea Haselwanter-Schneider (* 1968), Universitätsassistentin, Politikerin, Abgeordnete zum Tiroler Landtag
- Katharina Kramer (* 1968), Journalistin und Fernsehmoderatorin
- Susanne Lietzow (* 1968), Theaterregisseurin, Theaterleiterin und Schauspielerin
- Christine Oppitz-Plörer (* 1968), Politikerin und Bürgermeisterin von Innsbruck
- Markus Schmidt (* 1968), Rennrodler
- Hannes Sulzenbacher (* 1968), Ausstellungskurator und Schriftsteller
- Walter Strobl (* 1968), Maler
- Karin Tscholl (* 1968), Erzählerin und Autorin
- Janette Walde (* 1968), Professorin
- Martin Wex (* 1968), Politiker (ÖVP)
- Monika Willi (* 1968), Filmeditorin und Regisseurin
- Clemens Aufderklamm (* 1969), Drehbuchautor und Schauspieler
- Michael Baur (* 1969), Fußballspieler
- Martin Freinademetz (* 1969), Snowboarder
- Gerhard Gleirscher (* 1969), Rennrodler
- Martino Hammerle-Bortolotti (* 1969), Sänger
- Oliver Kent (* 1969), Jazzmusiker
- Angelika Neuner (* 1969), Rennrodlerin
- Hans Platzgumer (* 1969), Schriftsteller, Komponist, Musiker und Produzent
- Albuin Schwarz (* 1969), Duathlet und Triathlet
- Petra Wohlfahrtstätter (* 1969), Politikerin (GRÜNE)
- Brigitte Entacher (* 1970), Fußballspielerin
- Daniel Fügenschuh (* 1970), Ziviltechniker und Architekt
- Dieter Happ (* 1970), Snowboarder
- Arno Kahl (* 1970), Jurist und Hochschullehrer
- Roland Kirchler (* 1970), Fußballspieler
- Brigitte Köck (* 1970), Snowboarderin
- Bernhard Landauer (* 1970), Sänger
- Robert Lugar (* 1970), Politiker
- Magdalena Pöschl (* 1970), Rechtswissenschaftlerin
- Norbert Christian Wolf (* 1970), Germanist, Hochschullehrer

#### 1971 bis 1980

##### 1971 bis 1975
- Bruno Berloffa (* 1971), Fußballspieler
- Michael F. P. Huber (* 1971), Komponist

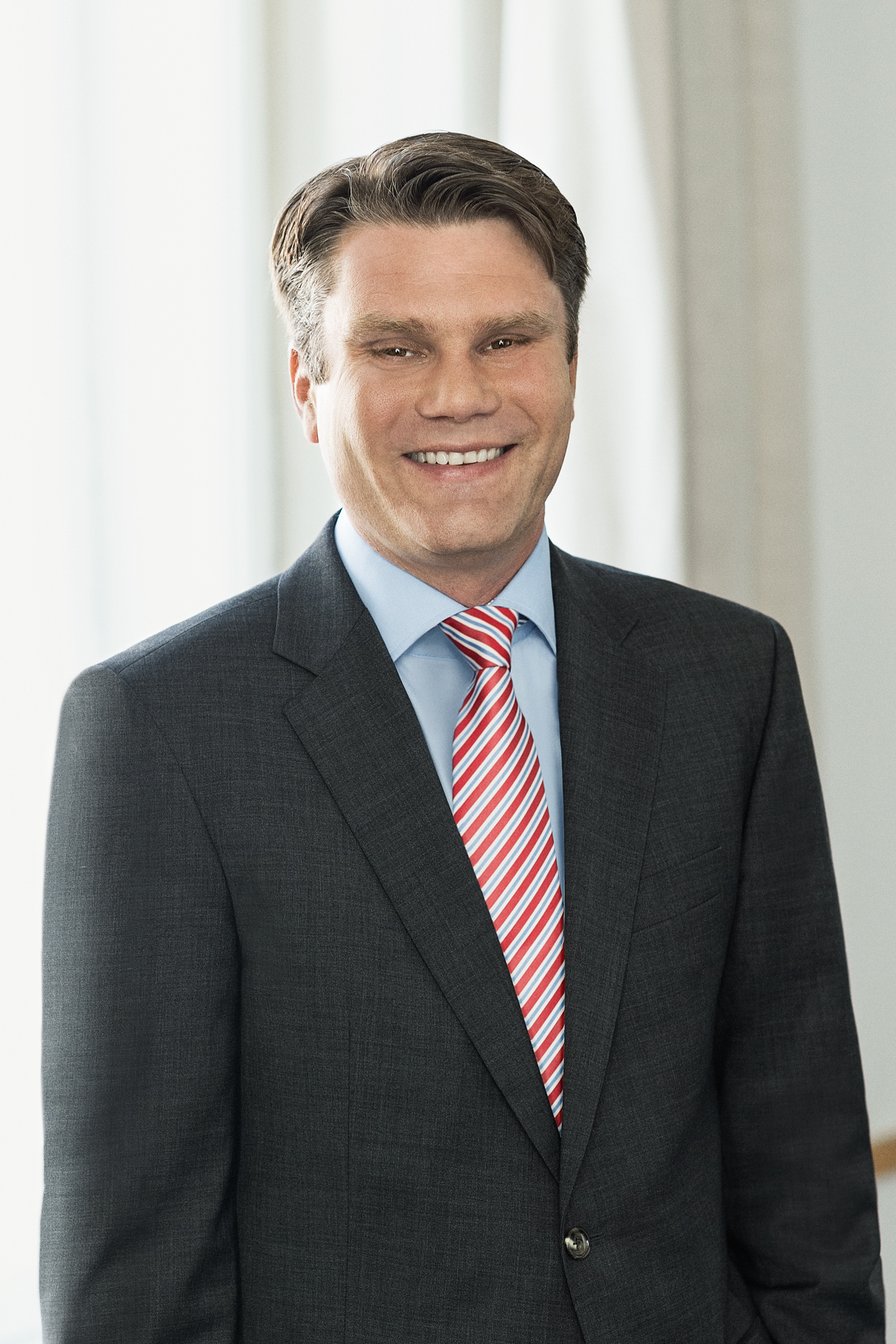
Johannes Rauch
(* 1971)

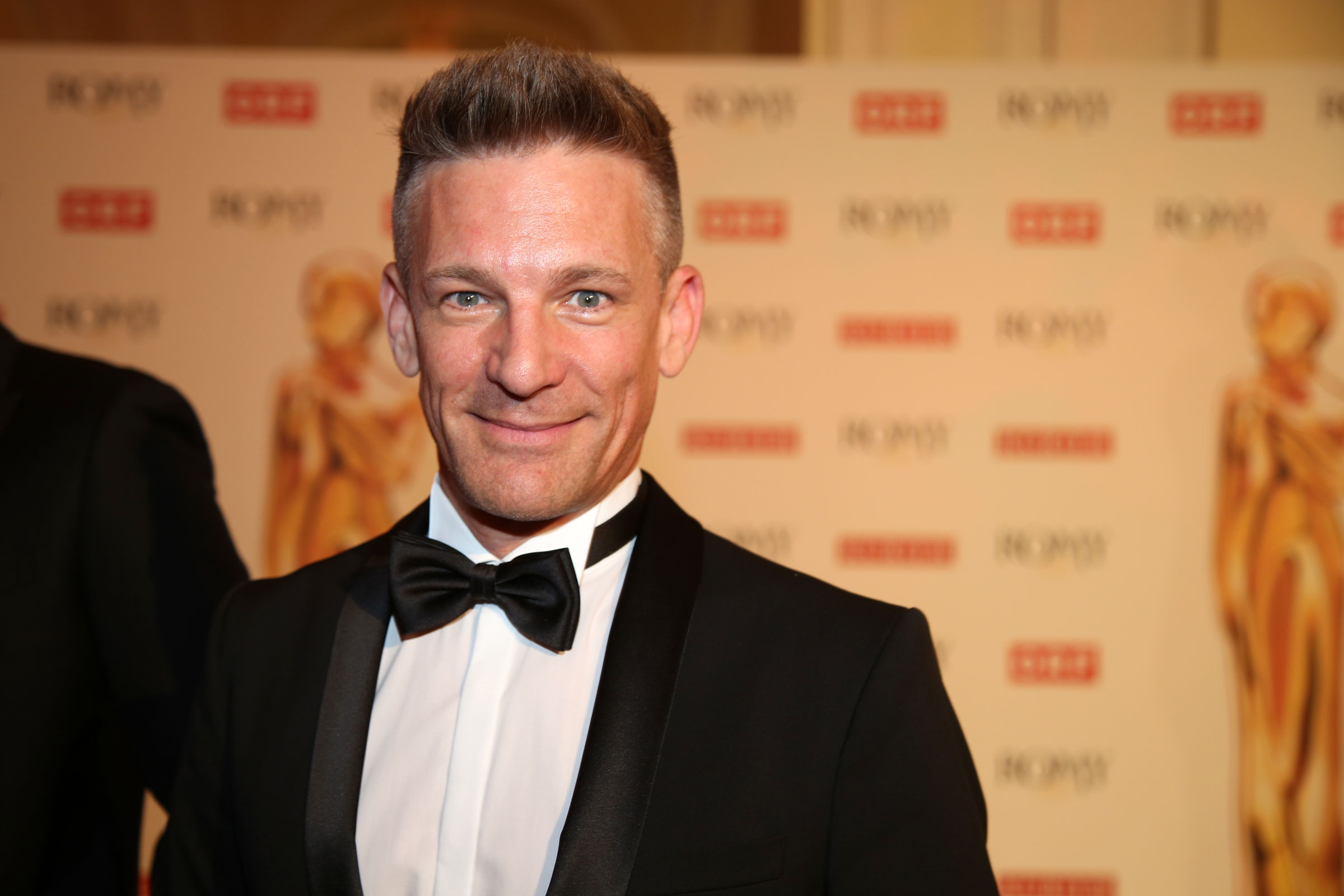
Andi Knoll
(* 1972)

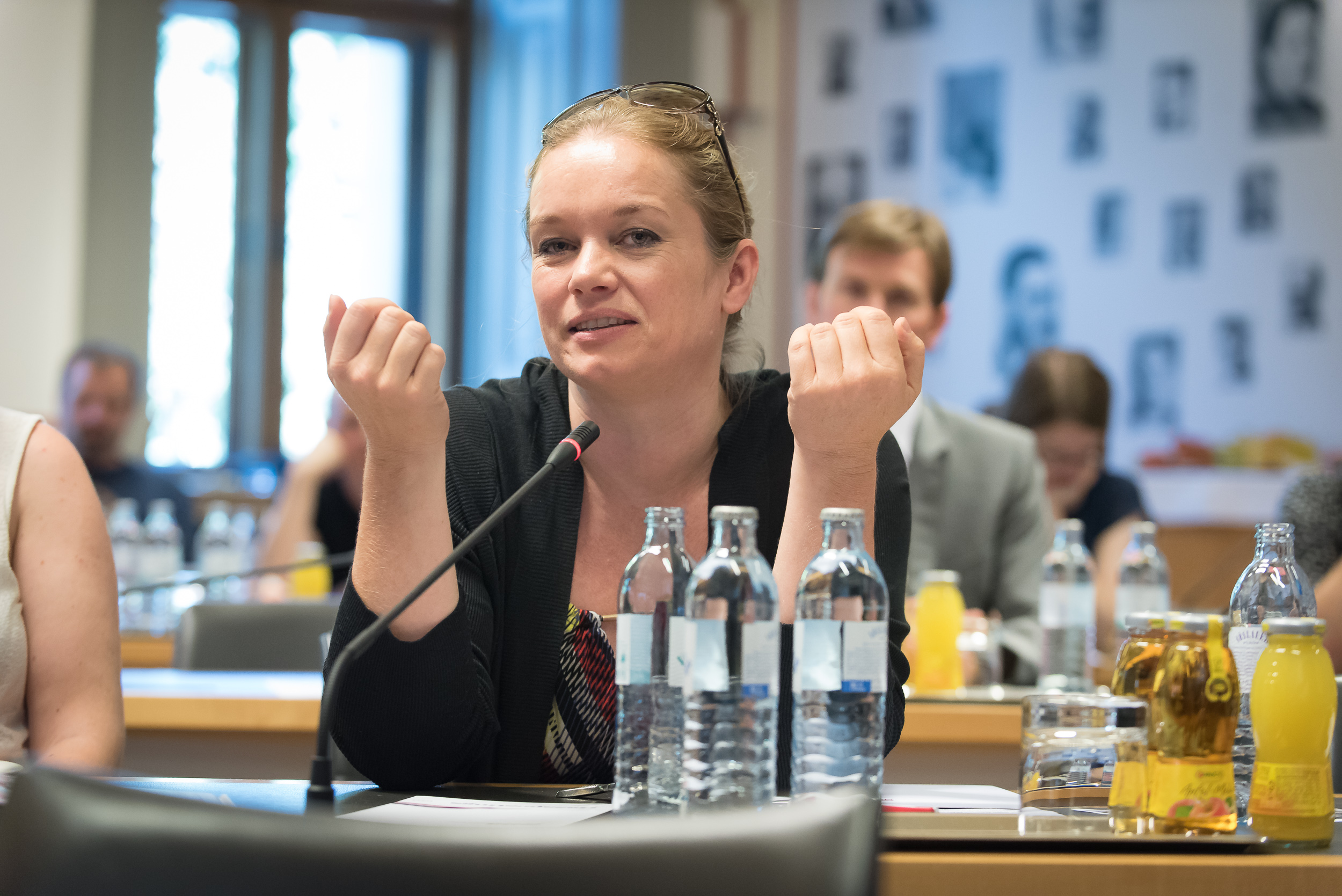
Corinna Milborn
(* 1972)

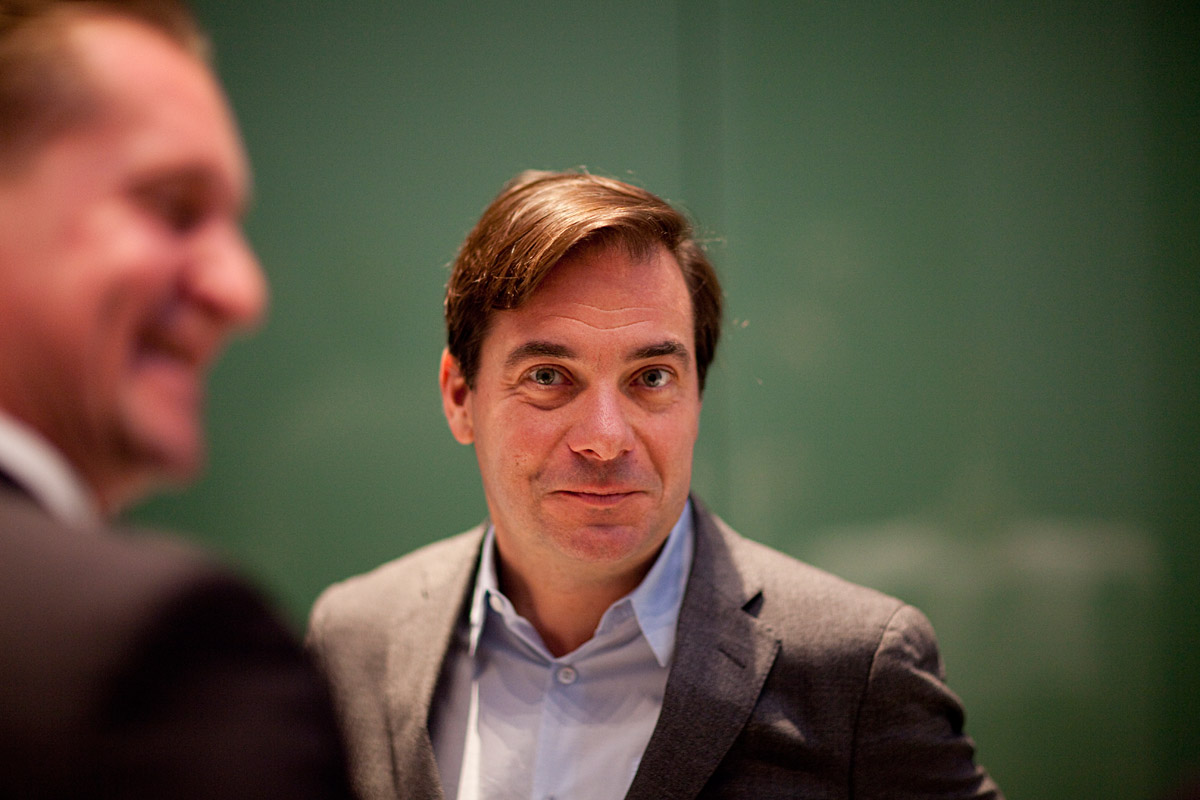
Rainer Nowak
(* 1972)

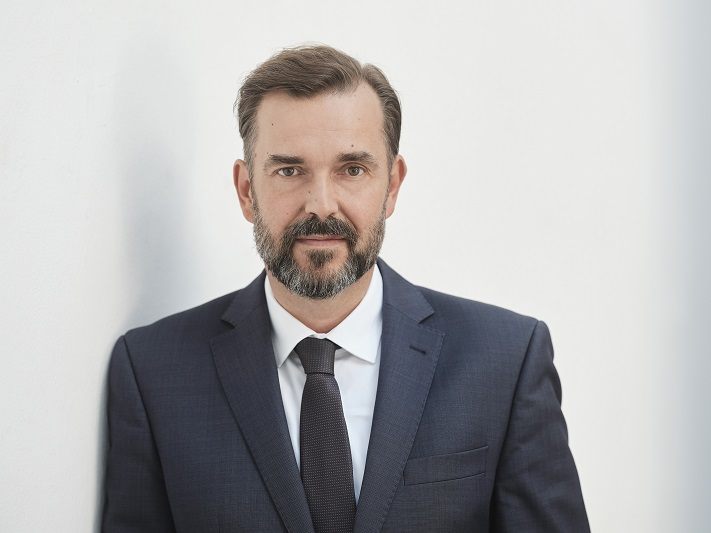
Clemens Pig
(* 1974)

- Alexander Kratzer (* 1971), Schauspieler, Regisseur, Autor und Theaterleiter
- Doris Neuner (* 1971), Rennrodlerin
- Johannes Rauch (* 1971), Politiker (ÖVP)
- Christian Switak (* 1971), Politiker (ÖVP)
- Georg Totschnig (* 1971), Radrennfahrer
- Hubert Trenkwalder (* 1971), Musiker, Komponist, Autor und Journalist
- Gregor Weihs (* 1971), Quantenphysiker und Hochschullehrer
- Andi Knoll (* 1972), Radio- und Fernsehmoderator, Song-Contest-Kommentator (ORF)
- Gabriel Kuhn (* 1972), Schriftsteller
- Corinna Milborn (* 1972), Politikwissenschaftlerin und Journalistin
- Gunter Mayr (* 1972), Jurist, Hochschullehrer, Sektionschef im Bundesministerium für Finanzen
- Rainer Nowak (* 1972), Journalist
- Martina Rüscher (* 1972), Politikerin (ÖVP)
- Wolfgang Stampfer (* 1972), Bobpilot
- Roland Steinacher (* 1972), Althistoriker
- Walter Stern (* 1972), Skeletonpilot
- Christiane Abenthung (* 1973), Skirennläuferin
- Johannes Gabl (* 1973), Schauspieler und Theaterregisseur
- Marie-Louise Gächter (* 1973), Juristin
- Christoph Purtscheller (* 1973), Komponist, Textdichter, volkstümlicher und Schlagersänger, Musiker und Produzent
- Martin Rettl (* 1973), Skeletonfahrer
- Thomas Schafferer (* 1973), Schriftsteller, Kulturvermittler und Verleger
- Matthias Schrom (* 1973), Journalist
- Thomas Silberberger (* 1973), Fußballspieler und -trainer
- Christian Flindt-Bjerg (* 1974), Fußballspieler und -trainer
- Rebecca Kirchbaumer (* 1974), Politikerin (ÖVP)
- Ulrike Kofler (* 1974), Filmeditorin, Filmregisseurin und Drehbuchautorin
- Christiane Koschier-Bitante (* 1974), Radrennfahrerin
- Undine Lang (* 1974), Psychiaterin, Psychotherapeutin, Hochschullehrerin
- Michael Mader (* 1974), Dirigent
- Gerald Ortner (* 1974), Polizist und Verwaltungsjurist sowie Landespolizeidirektor der Steiermark
- Nicola Pederzolli (* 1974), Snowboarderin
- Clemens Pig (* 1974), Medienmanager
- Sebastian Prokop (* 1974), Journalist
- Beate Scheiber (* 1974), Politikerin
- Johannes Maria Staud (* 1974), Komponist und Universitätsprofessor
- Ruth Anne Byrne (* 1975), Kinder- und Jugendbuchautorin und Meeresbiologin
- Katharina Cibulka (* 1975), feministische Künstlerin
- Anna Gamper (* 1975), Universitätsprofessorin
- Georgia Guillaume, geborene Schultze (*  1975), Journalistin
- Johann Fischler (* 1975), Blogger und Schriftsteller
- Cornelia Hagele (* 1975), Politikerin (ÖVP)
- Stefan Köck (* 1975), Fußballspieler, -trainer und -funktionär
- Christian Kössler (* 1975), Schriftsteller und Bibliothekar an der Universität Innsbruck
- Barbara Kraus (* 1975), Physikerin und Hochschullehrerin
- Sonja Manzenreiter (* 1975), Rennrodlerin
- Rainer Margreiter (* 1975), Rennrodler
- Markus Penz (* 1975), Skeletonfahrer
- Martin P. Schennach (* 1975), Rechtshistoriker
- Anita Schwaller (* 1975), Schweizer Snowboarderin
- Christoph Walser (* 1975), Unternehmer und Politiker, Bürgermeister der Gemeinde Thaur, Präsident der Wirtschaftskammer Tirol

##### 1976 bis 1980
- Bernd Lamprecht (* 1976), Lungenfacharzt
- Barbara Schett (* 1976), Tennisspielerin
- Carolina Schutti (* 1976), Schriftstellerin
- Kristina Sprenger (* 1976), Schauspielerin
- Martin Tauber (* 1976), Skilangläufer
- Marco Tittler (* 1976), Politiker (ÖVP)

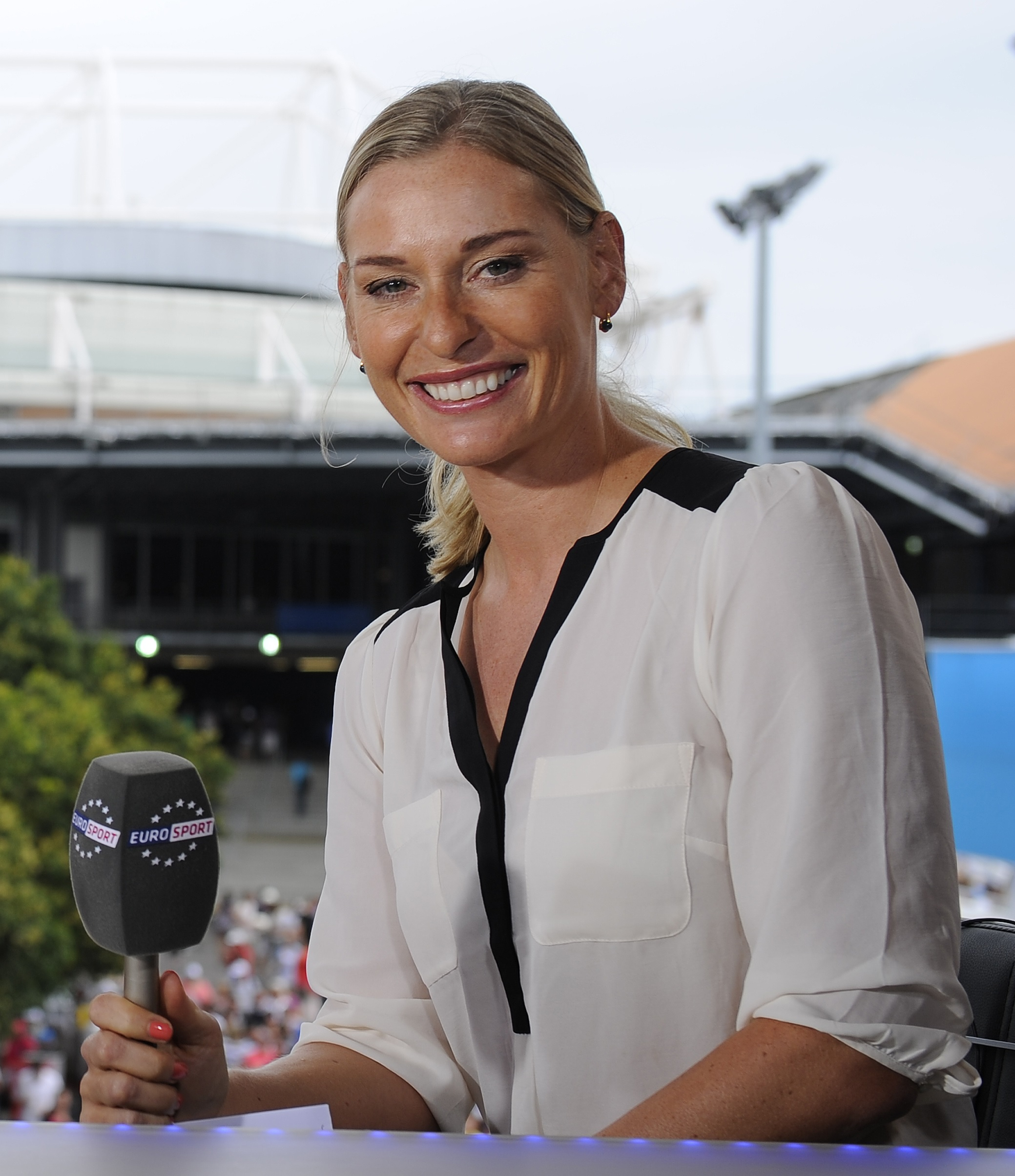
Barbara Schett
(* 1976)

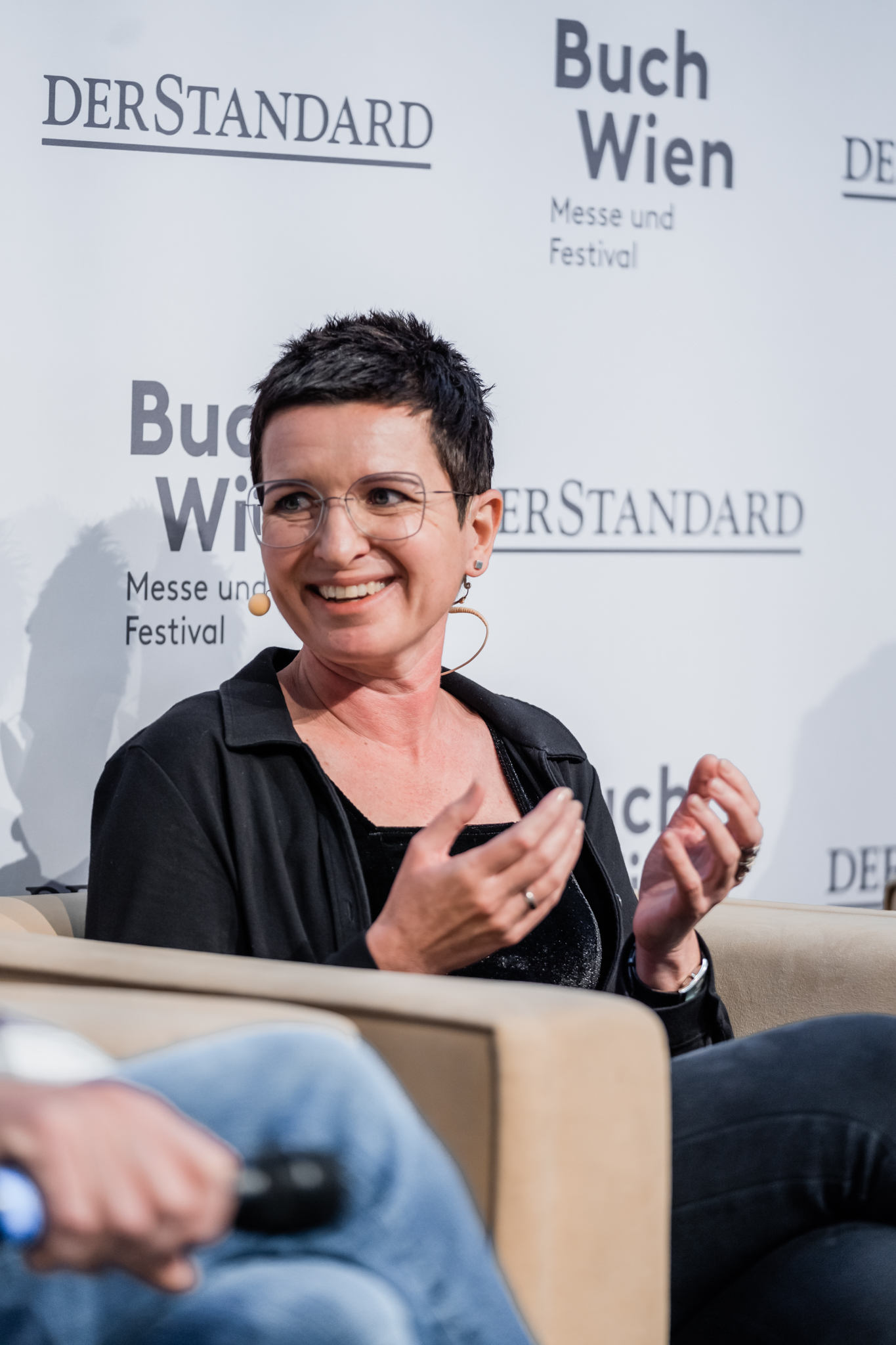
Carolina Schutti
(* 1976)

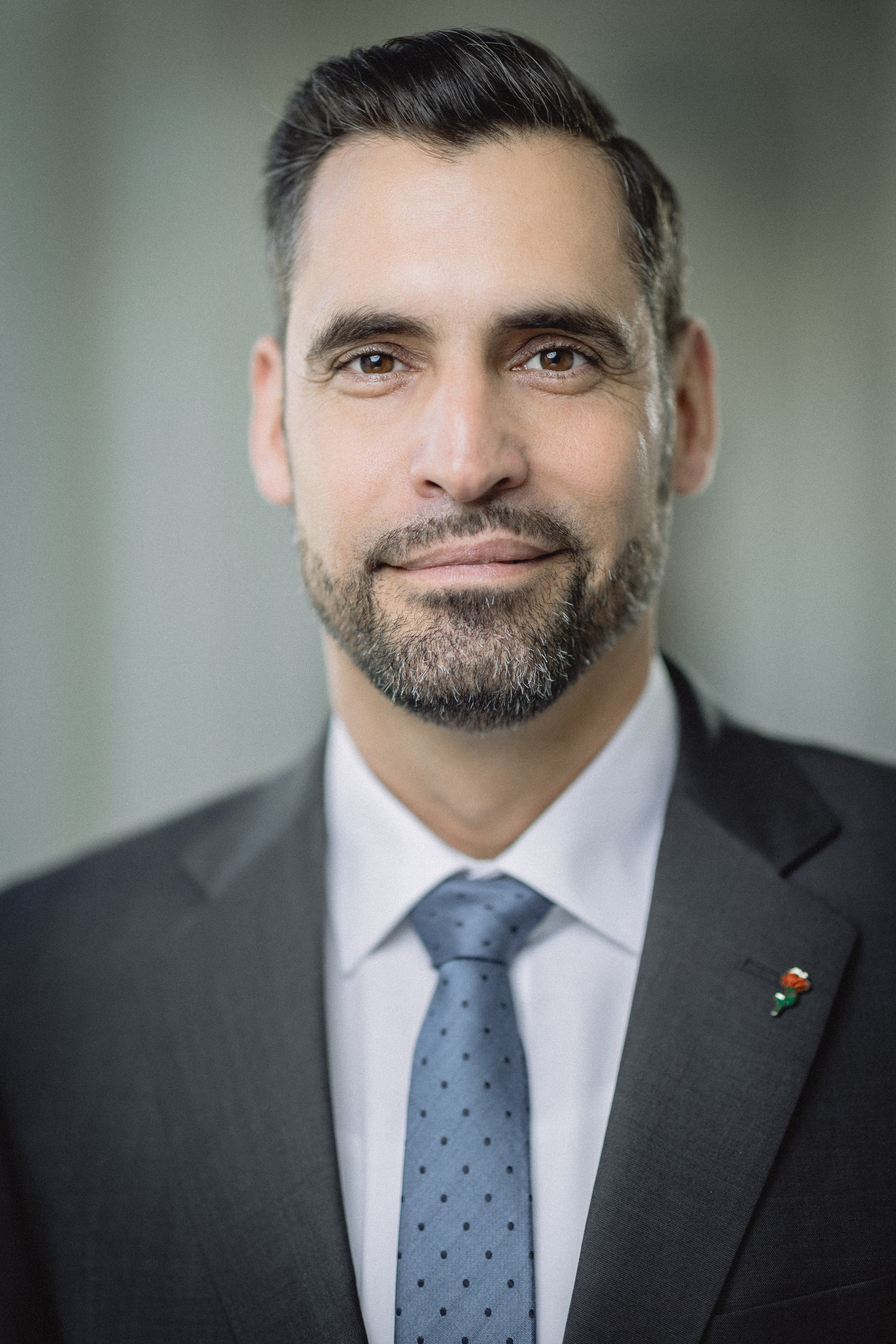
Daniel Schmid
(* 1979)

- René Benko (* 1977), Unternehmer im Immobilien-, Medien- und Handelsbereich
- Karin Huttary (* 1977), Freestyle-Skierin
- Wolfgang Menardi (* 1977), Bühnenbildner und Schauspieler
- Florian Martin Müller (* 1977), Archäologe und Hochschullehrer
- Philipp Quehenberger (* 1977), freischaffender Musiker und Komponist
- Florian Schwarz (* 1977), Fußballspieler und -trainer
- Bernd Schuchter (* 1977), Schriftsteller und Verleger
- Natalie Sebanz (* 1977), Kognitionswissenschaftlerin
- Fatima Bornemissza (* 1978), Künstlerin
- Petra Frey (* 1978), eigentlich Petra Kauch, volkstümliche Schlagersängerin
- Catherine Meusburger (* 1978), Mathematikerin und Physikerin
- Claudia Paganini (* 1978), Philosophin, Theologin und Kommunalpolitikerin
- Florian Schaffenrath (* 1978), Altphilologe
- Patricia Wartusch (* 1978), Tennisspielerin
- Christoph J. Amor (* 1979), katholischer Theologe
- Johannes Anzengruber (* 1979), Politiker (parteilos)
- Andrea Graus (* 1979), Radrennfahrerin
- Markus Lassenberger (* 1979), Politiker (FPÖ)
- Leander D. Loacker (* 1979), Rechtswissenschaftler
- Carina Raich (* 1979), Skirennläuferin
- Daniel Schmid (* 1979), Politiker (SPÖ), Mitglied des Bundesrates
- Markus Eigentler (* 1980), Skispringer
- Manuel Guggenberger (* 1980), ehemaliger Kinderdarsteller
- Carmen Jeitler-Cincelli (* 1980), Politikerin (ÖVP)
- Georg Kaltschmid (* 1980), Politiker (GRÜNE)
- Eveline Wild (* 1980), Konditorin und Fernsehköchin

#### 1981 bis 1990

##### 1981 bis 1985
- Martin Abentung (* 1981), Rennrodler

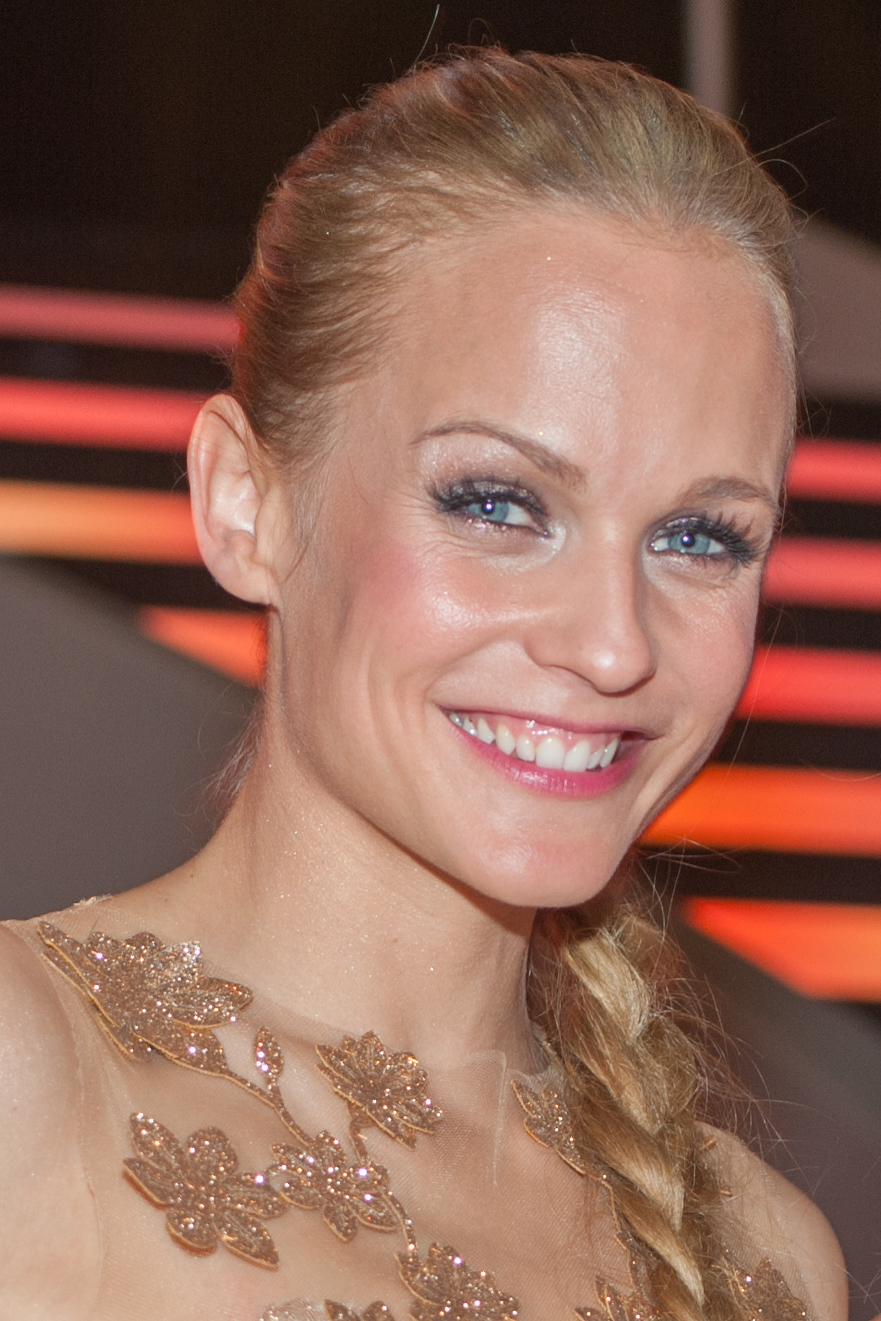
Mirjam Weichselbraun
(* 1981)

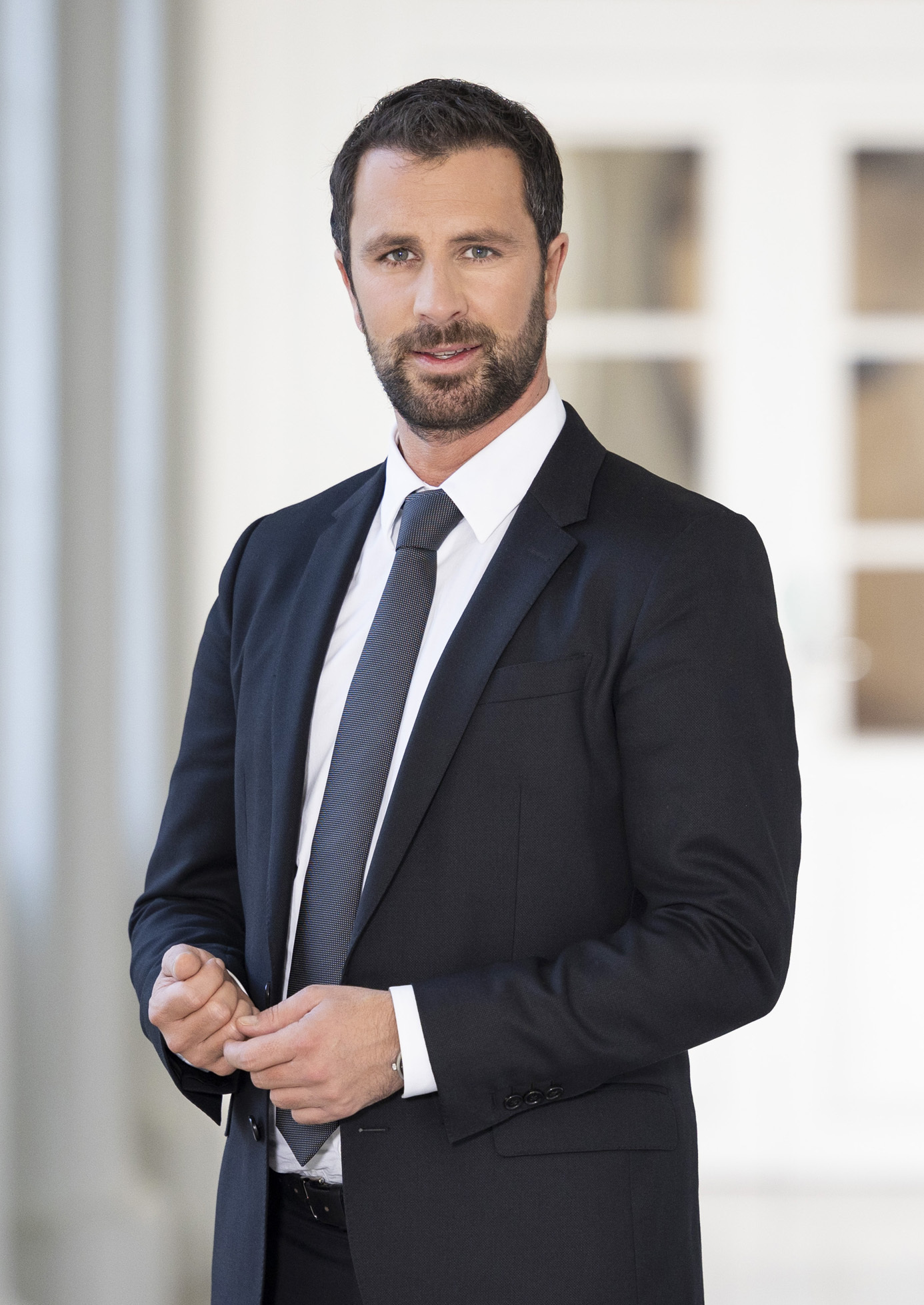
Georg Dornauer
(* 1983)

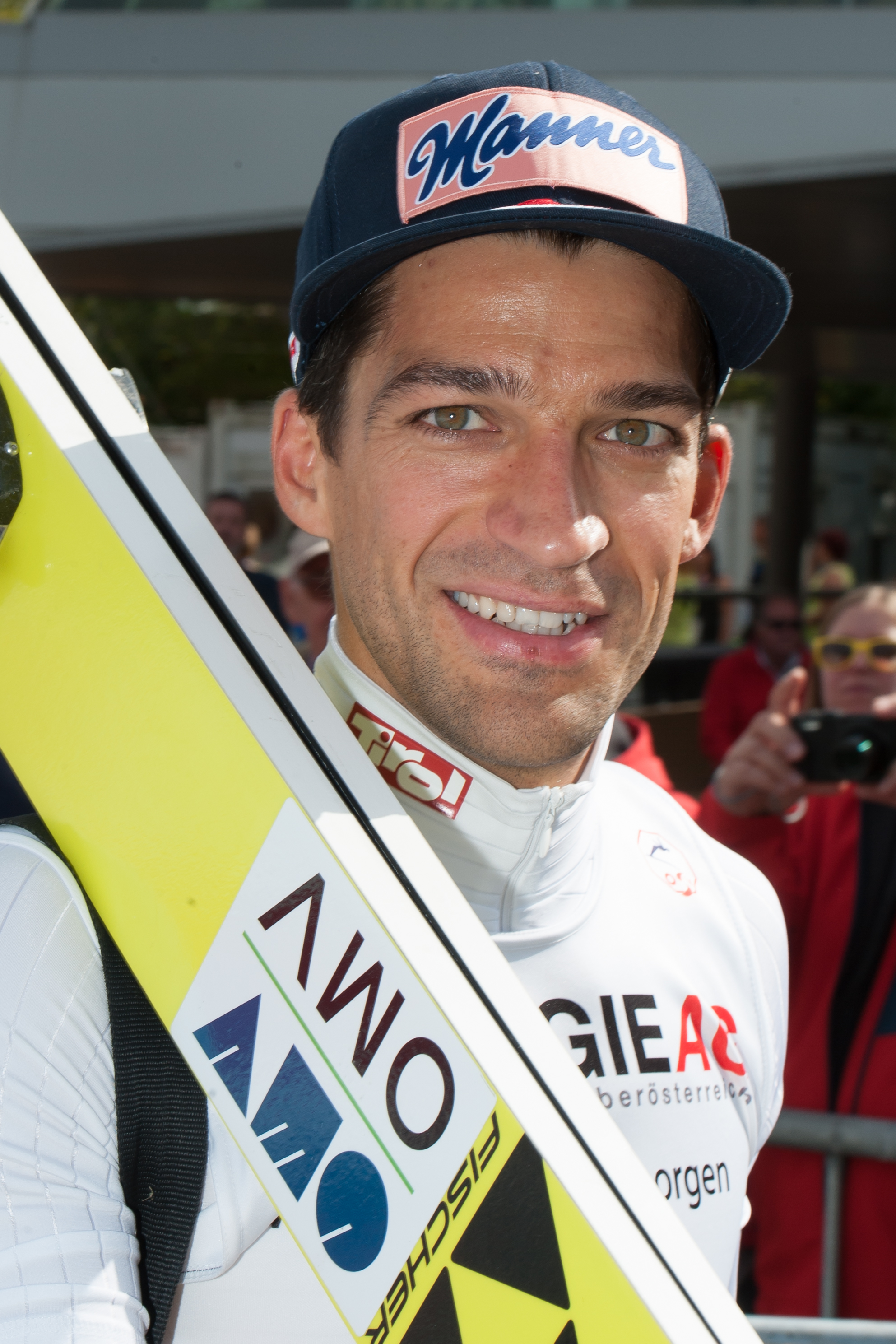
Andreas Kofler
(* 1984)

- Nevena Lukic (* 1981), Taekwondoin und Schauspielerin
- Marcel Schreter (* 1981), Fußballspieler
- Benjamin Ulbrich (* 1981), Schauspieler, Musiker, Autor und Kulturmanager
- Mirjam Weichselbraun (* 1981), Fernsehmoderatorin und Schauspielerin
- Pascal Grünwald (* 1982), Fußballspieler
- Florian Mader (* 1982), Fußballspieler
- Thomas Rohregger (* 1982), Radrennfahrer
- Martin Fritz (* 1982), Autor
- Georg Dornauer (* 1983), Politiker
- Hannes Eder (* 1983), Fußballspieler
- Florian Grein (* 1983), American-Football-Spieler
- Stephan Keppler (* 1983), deutscher Skirennläufer
- Martin Klein (* 1983), Songwriter und Pianist
- Florian Liegl (* 1983), Skispringer
- Elli Mayr (* 1983), Politikerin (SPÖ)
- Dennis Mimm (* 1983), Fußballspieler
- Andreas Omminger (* 1983), Skirennläufer und Trainer
- Benjamin Ortner (* 1983), Basketballspieler
- Matthias Guggenberger (* 1984), Skeletonpilot
- Patrick Haslwanter (* 1984), Politiker (FPÖ)
- Andreas Kofler (* 1984), Skispringer
- Nina Reithmayer (* 1984), Rennrodlerin
- Marko Schafferer (* 1984), bosnisch-österreichischer Skirennläufer
- Gotthard Schöpf (* 1984), Leichtathlet
- Stefan Thurnbichler (* 1984), Skispringer
- Manuel Mairhofer (* 1985), Schauspieler
- Michael Schöch (* 1985), Organist, Pianist und Musikpädagoge
- Paul Schweinester (* 1985), österreichischer Opernsänger (Tenor)

##### 1986 bis 1990

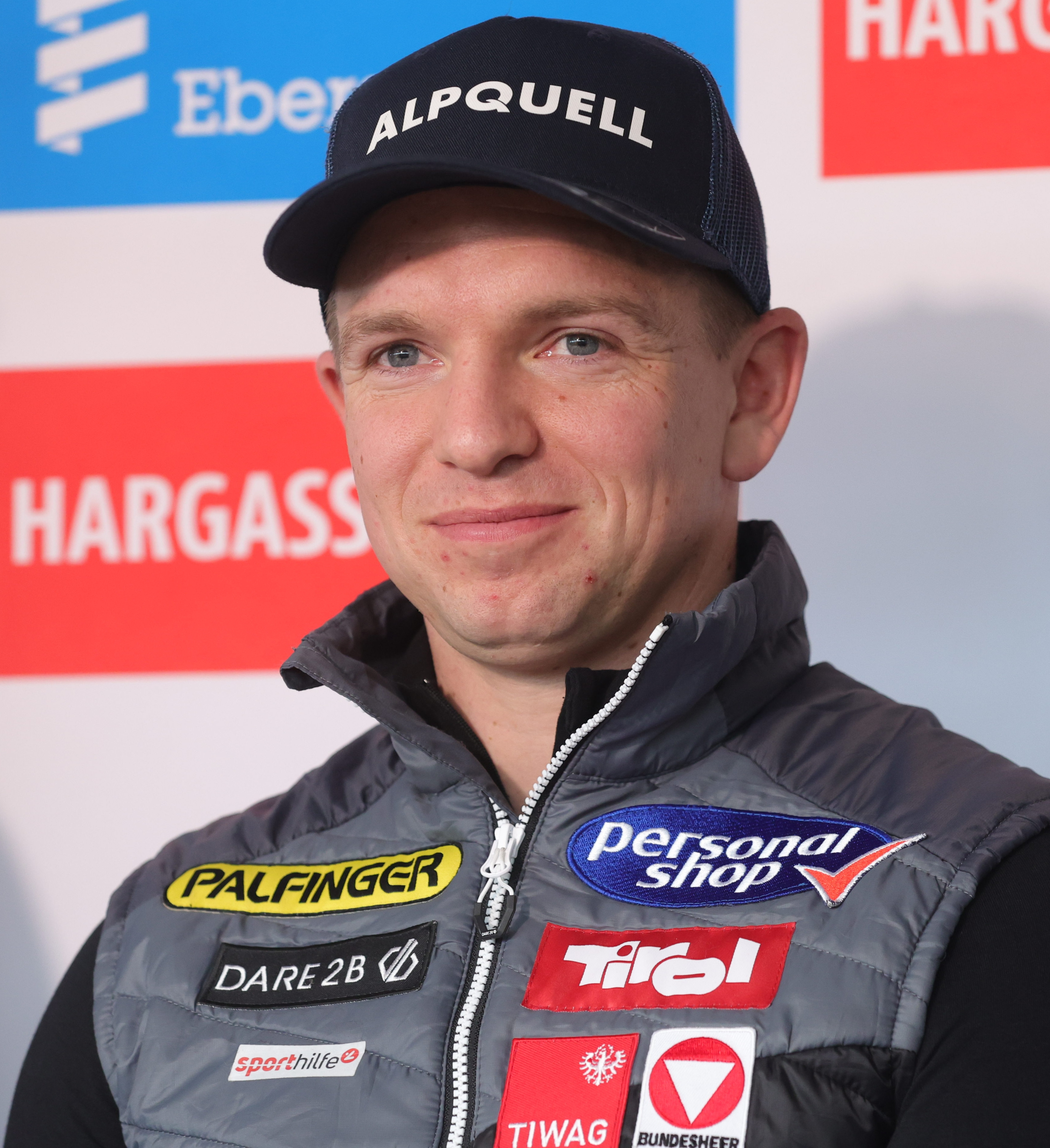
Wolfgang Kindl
(* 1988)

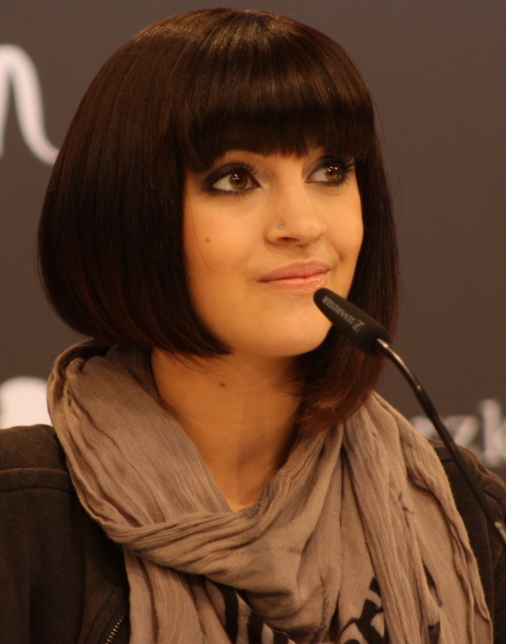
Nadine Beiler
(* 1990)

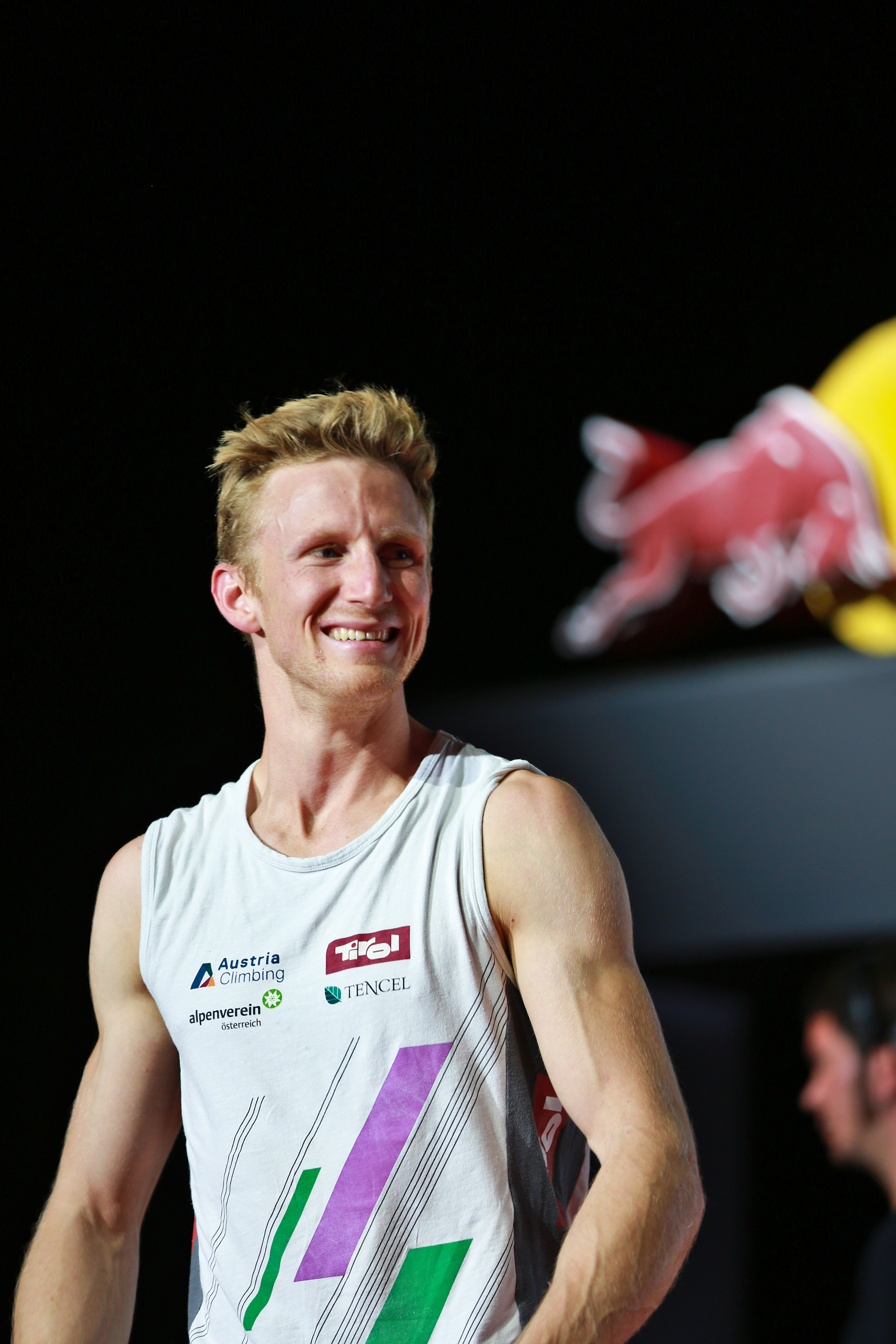
Jakob Schubert
(* 1990)

- John Arman (* 1986), britischer Jazzmusiker
- Anna Gschnitzer (* 1986), Dramatikerin und Dramaturgin
- Bernhard Höfler (* 1986), Gewerkschafter und Politiker (SPÖ)
- Christophe Kohl (* 1986), Hörfunk- und Fernsehjournalist
- Roland Müller (* 1986), Skispringer
- Anna Rokita (* 1986), Eisschnellläuferin
- Fabian Schiffkorn (* 1986), Schauspieler
- Tobias Wilhelmer (* 1986), Filmeditor
- Martin Dollinger (* 1987), Fußballspieler
- Fritz Dopfer (* 1987), deutsch-österreichischer Skirennläufer
- Florian Scheiber (* 1987), Skirennläufer
- Fabian Schumacher (* 1987), Fußballtormann
- Wolfgang Kindl (* 1988), Rennrodler
- Lukas Kummer (* 1988), Comiczeichner, Graphic Novel-Autor und Illustrator
- Pia Tomedi (* 1988), Politikerin (KPÖ)
- Florian Tursky (* 1988), Politiker (ÖVP)
- Lukas Koeninger (* 1989), Rock’n’Roll-, Boogie-Woogie- und Blues-Pianist
- Julius Perstaller (* 1989), Fußballspieler
- Manuel Poppinger (* 1989), Skispringer
- Sebastian Siller (* 1989), Fußballspieler
- Thomas Thurnbichler (* 1989), Skispringer
- Alexandra Wachter (* 1989), Politikjournalistin und TV-Moderatorin
- Nadine Beiler (* 1990), Sängerin
- Florian Jamnig (* 1990), Fußballspieler
- Stephanie Jicha (* 1990), Politikerin (GRÜNE)
- David Lama (1990–2019), Sportkletterer und Alpinist
- Markus Obernosterer (* 1990), Fußballspieler
- Beate Scheffknecht (* 1990), Handballspielerin
- Jakob Schubert (* 1990), Sportkletterer

#### 1991 bis 2000

##### 1991 bis 1995
- Alexander Auer (* 1991), Skeletonfahrer

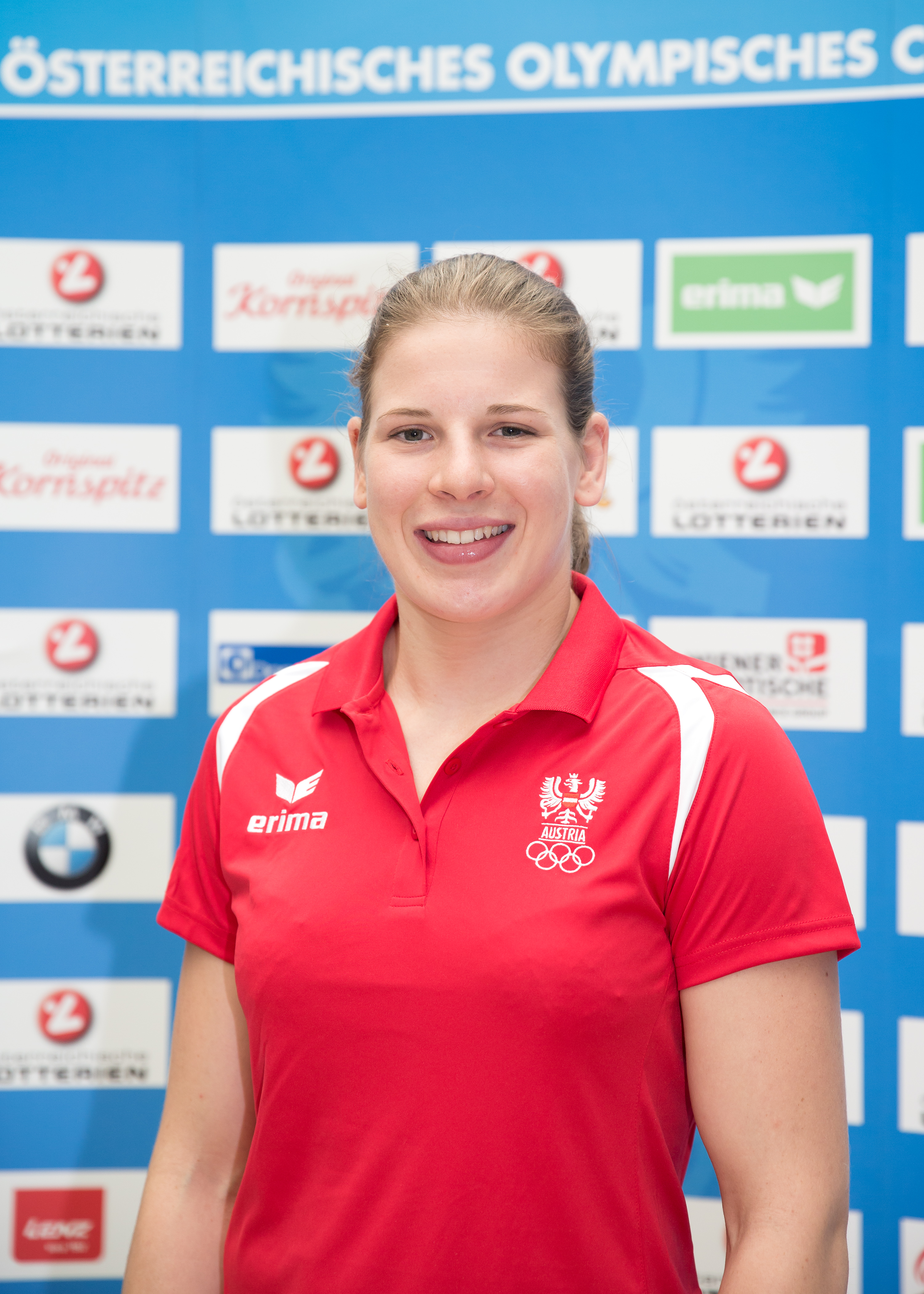
Bernadette Graf
(* 1992)

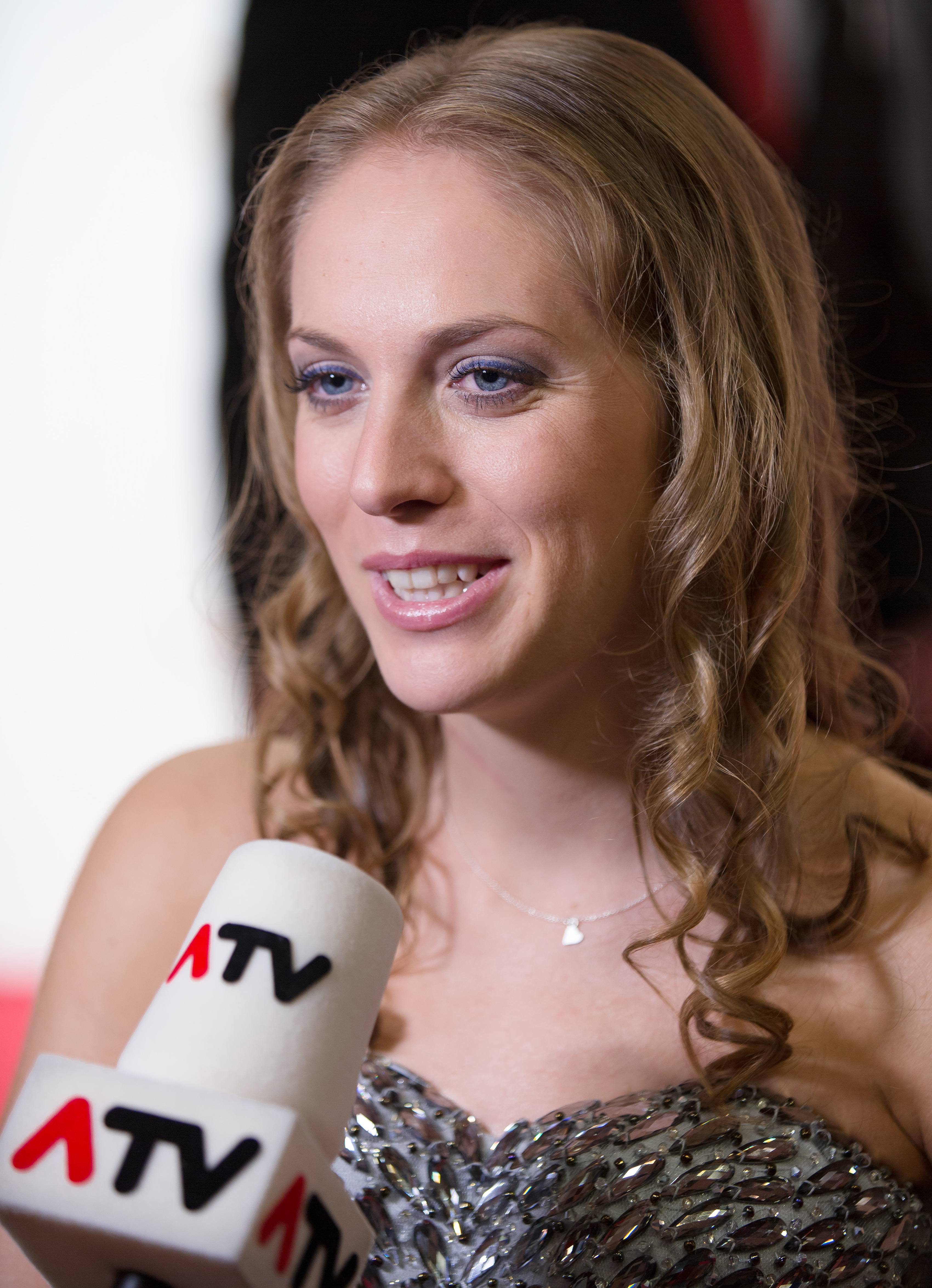
Kira Grünberg
(* 1993)

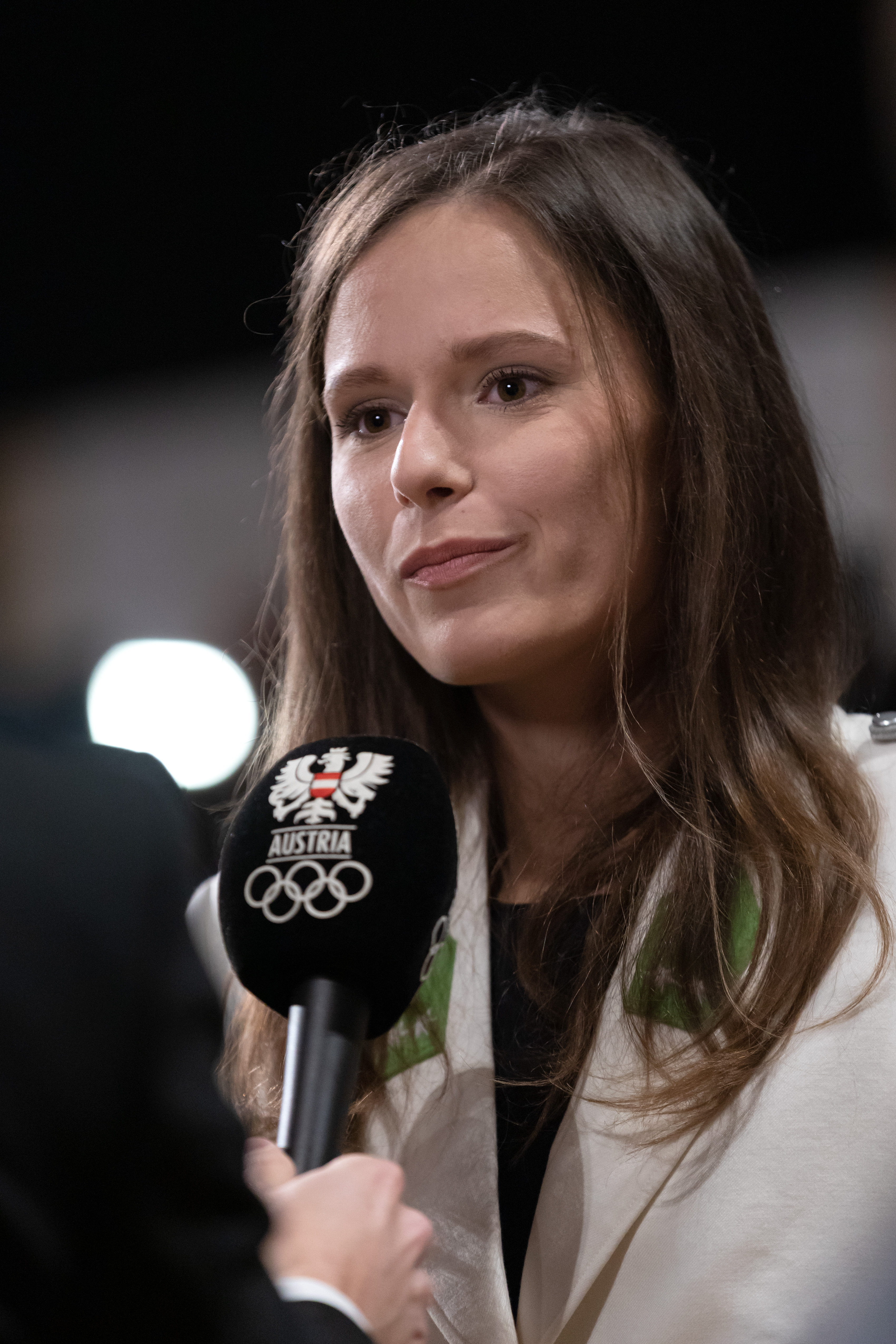
Vanessa Herzog
(* 1995)

- Emran Feroz (* 1991), österreichisch-afghanischer Journalist, Kriegsreporter und Autor
- Julia Köppl (* 1991), Basketballspielerin
- Hannah Philomena Scheiber (* 1991), Künstlerin
- Siljarosa Schletterer (* 1991), Lyrikerin
- Janine Weber (* 1991), Eishockeyspielerin
- René Binder (* 1992), Rennfahrer
- Josephine Bloéb (* 1992), Schauspielerin
- Bernadette Graf (* 1992), Judoka
- Olivia Hofmann (* 1992), Sportschützin
- Alois Knabl (* 1992), Triathlet
- Raphael Maier (* 1992), Skeletonsportler
- Gregor Raggl (* 1992), Mountainbiker
- Nicol Ruprecht (* 1992), rhythmische Sportgymnastin
- Alexander Tusch (* 1992), Volleyballspieler
- Kathrin Unterwurzacher (* 1992), Judoka
- Christian Gebauer (* 1993), Fußballspieler
- Kira Grünberg (* 1993), Politikerin (ÖVP) und ehemalige Stabhochspringerin
- Ricarda Haaser (* 1993), Skirennläuferin
- Armin Hamzic (* 1993), Fußballspieler
- Thomas Kandolf (* 1993), Handballspieler
- Björn Koch (* 1993), Skispringer
- Victoria Swarovski (* 1993), Sängerin
- Markus Treichl (* 1993), Bobsportler
- Stephanie Venier (* 1993), Skirennläuferin
- Annina Wachter (* 1993), Opernsängerin
- Martin Ermacora (* 1994), Beachvolleyballspieler
- Armin Frauscher (* 1994), Rennrodler
- Sandra Hausberger (* 1994), Fußballspielerin
- Miriam Kastlunger (* 1994), Rennrodlerin
- Sophia Kircher (* 1994), Politikerin, Abgeordnete zum Tiroler Landtag
- Lorenz Koller (* 1994), Rennrodler
- Dominik Raschner (* 1994), Skirennläufer
- Julija Stamatowa (* 1994), bulgarische Tennisspielerin
- Linus Heidegger (* 1995), Eisschnellläufer
- Vanessa Herzog (* 1995), Eisschnellläuferin
- Philipp Lindner (* 1995), Eishockeyspieler
- Jacqueline Peychär (* 1995), Squashspielerin
- Elias Tollinger (* 1995), Skispringer

##### 1996 bis 2000
- Ronja Forcher (* 1996), Schauspielerin
- Mario Huber (* 1996), Eishockeyspieler
- Daniel Jakubitzka (* 1996), Eishockeyspieler

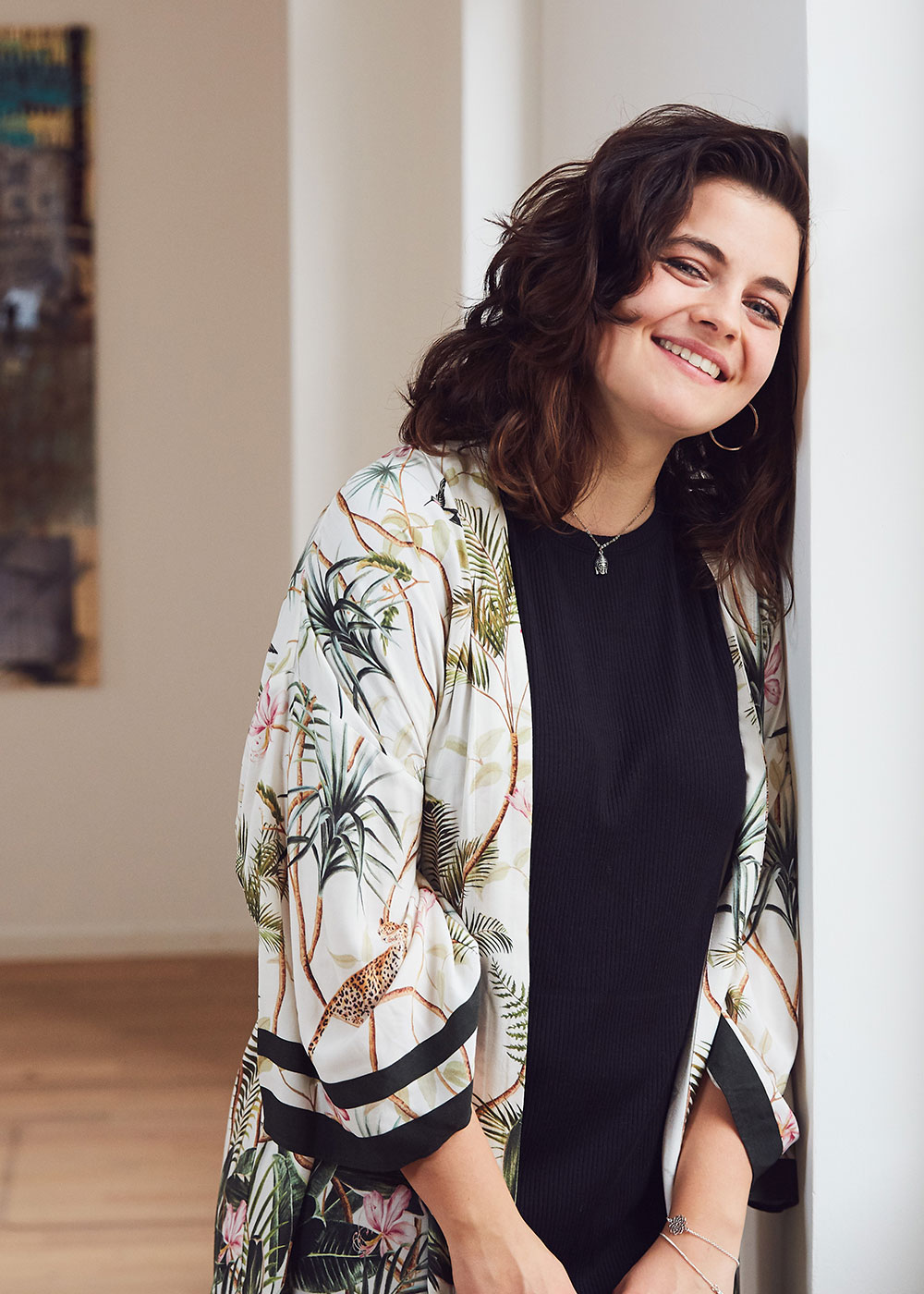
Ronja Forcher
(* 1996)

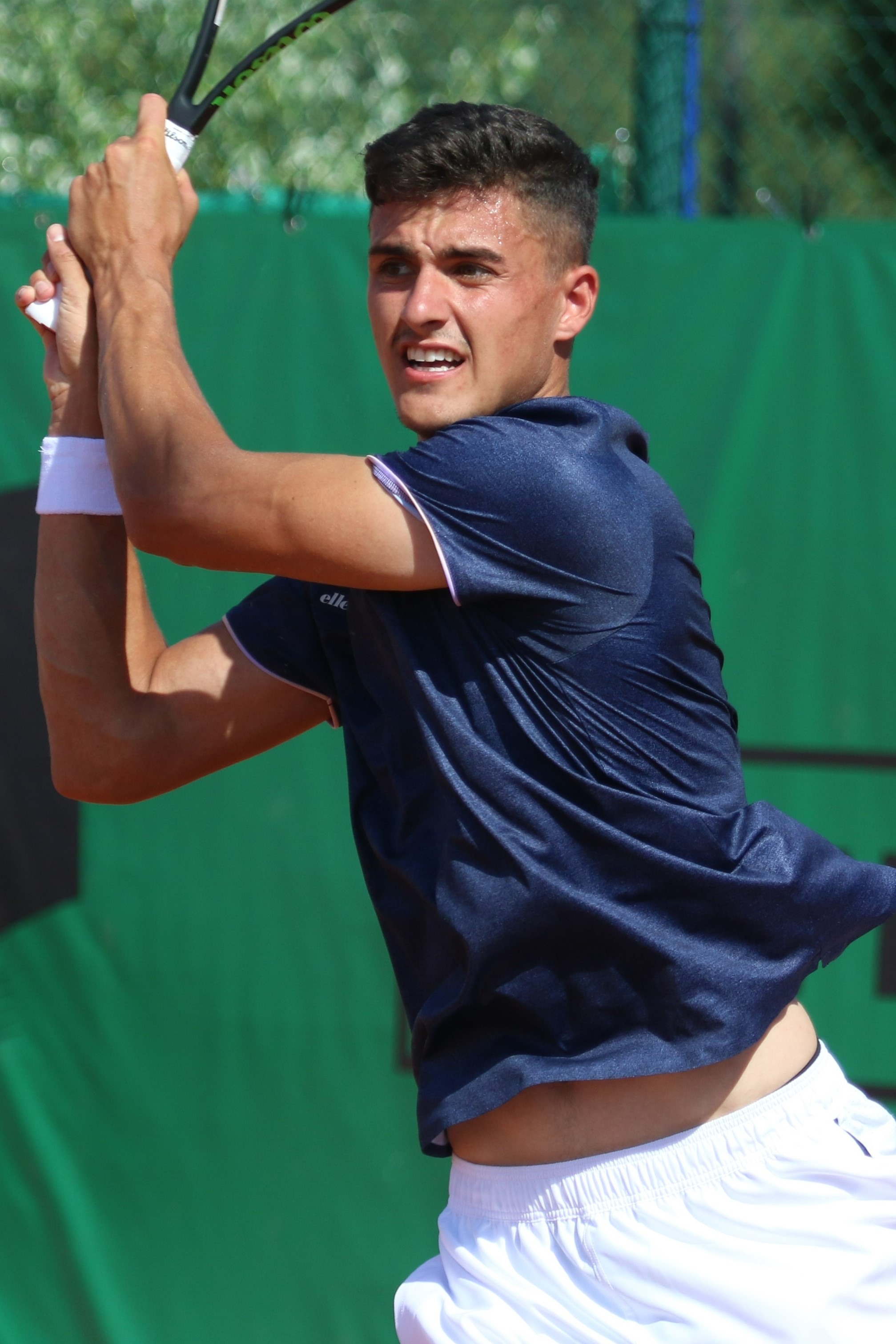
Alexander Erler
(* 1997)

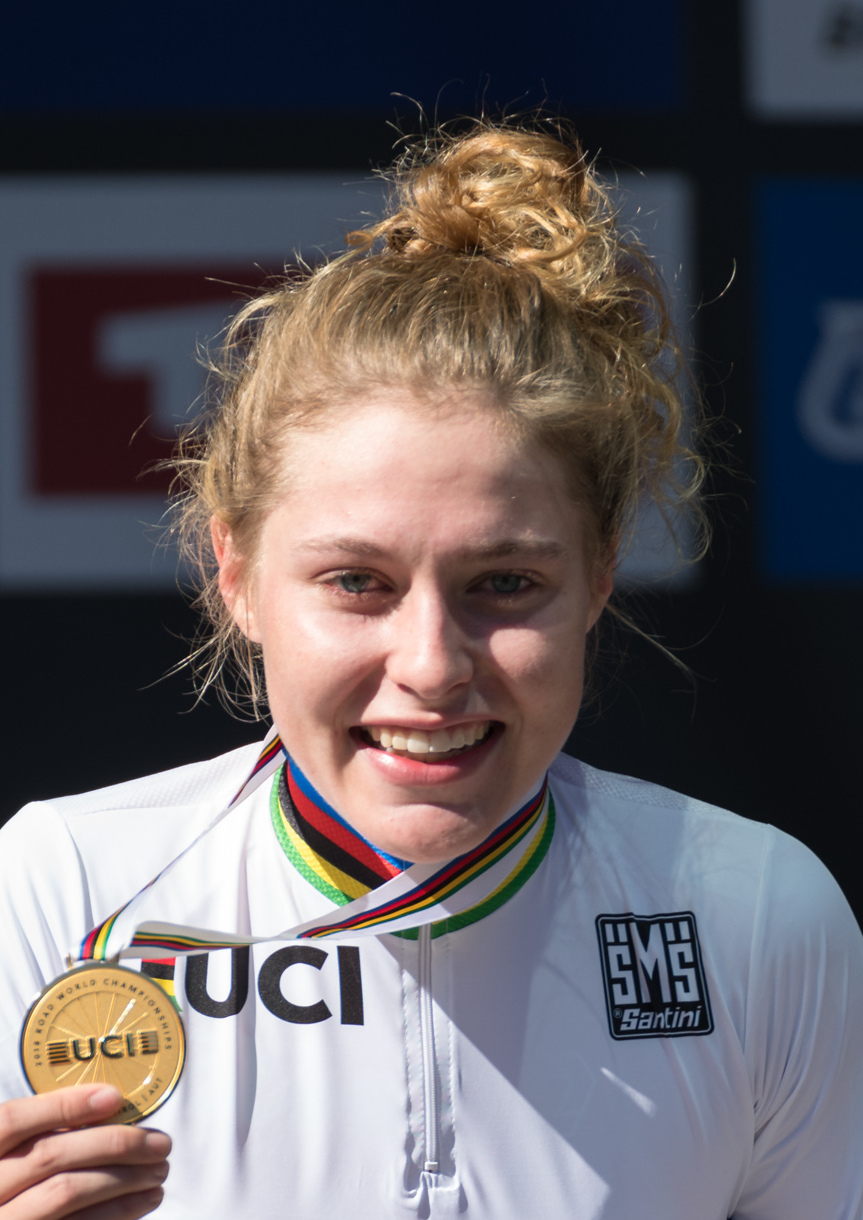
Laura Stigger
(* 2000)

- Emil Kaschka (* 1996), Schriftsteller und Poetry-Slammer
- Carina Mair (* 1996), Skeletonpilotin
- Chiara Mair (* 1996), Skirennläuferin
- Jasmin Pal (* 1996), Fußballspielerin
- Murat Satin (* 1996), Fußballspieler
- Laura Tiefenthaler (* 1996), Kletterin und Höhenbergsteigerin
- Fabian Abfalter (* 1997), American-Football-Spieler
- Alexander Erler (* 1997), Tennisspieler
- Nico Gleirscher (* 1997), Rennrodler
- Franziska Gritsch (* 1997), Skirennfahrerin
- Raphael Haaser (* 1997), Skirennfahrer
- Andreas Huber (* 1997), Eishockeyspieler
- Natalie Klotz (* 1997), Eiskunstläuferin
- Fabian Nussbaumer (* 1997), Eishockeyspieler
- Simon Pirkl (* 1997), Fußballspieler
- Sandro Platzgummer (* 1997), American-Football-Spieler
- Anna Strigl (* 1997), Influencerin, Autorin, Model und Reality-TV-Teilnehmerin
- Laura Wallner (* 1998), Freestyle-Skierin
- Raphael Gallé (* 1999), Fußballspieler
- Simon Bucher (* 2000), Schwimmer
- Nicola Kuhn (* 2000), deutsch-spanischer Tennisspieler
- Lenz Moretti (* 2000), Schauspieler
- Hannah Prock (* 2000), Rennrodlerin
- Laura Stigger (* 2000), Radrennfahrerin

### 21. Jahrhundert
- Bora Adam (* 2001), Fußballspieler
- Juri Gatt (* 2001), Rennrodler
- Fabian Leitner (* 2001), Fußballspieler
- Riccardo Schöpf (* 2001), Rennrodler

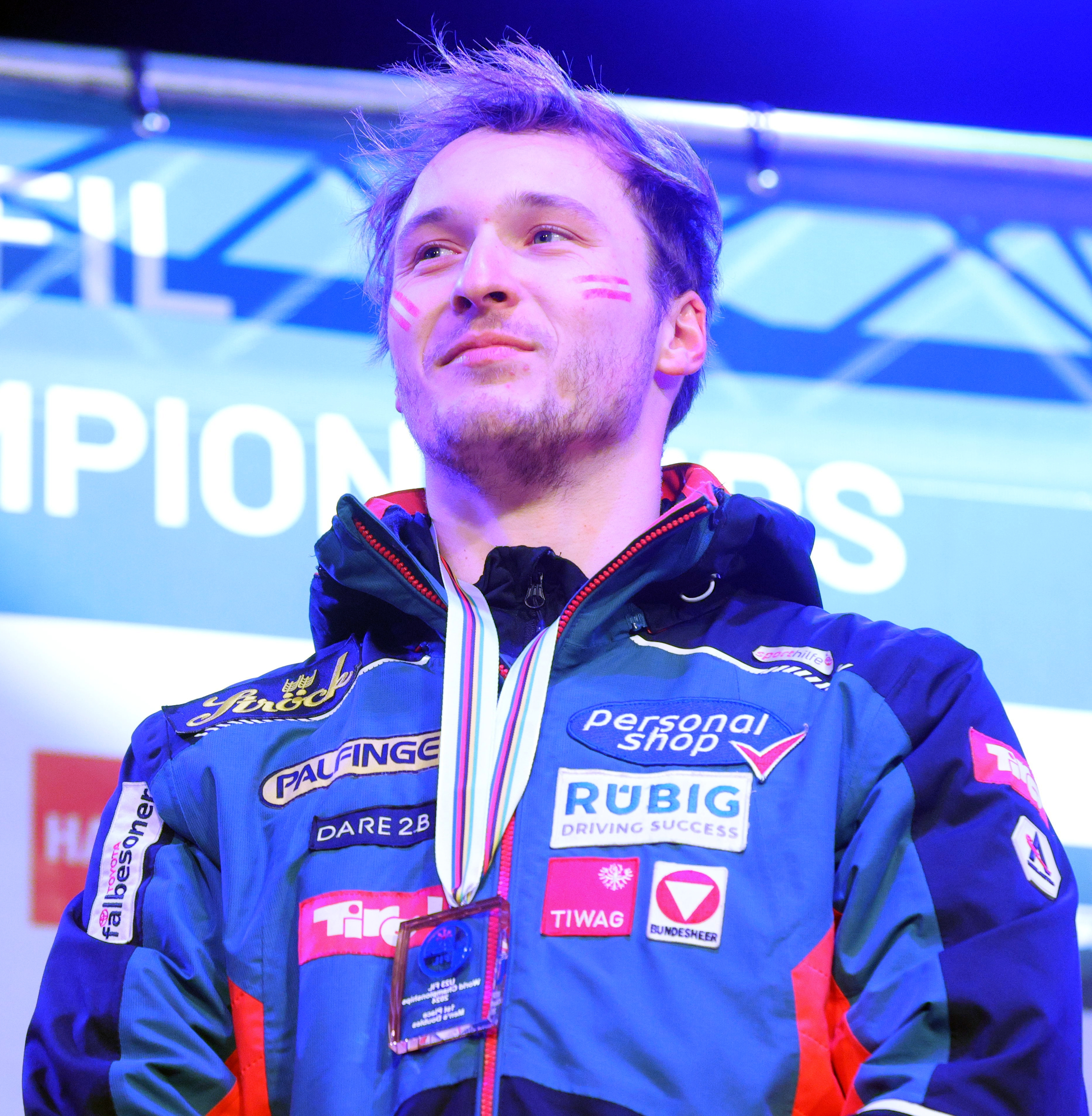
Juri Gatt
(* 2001)

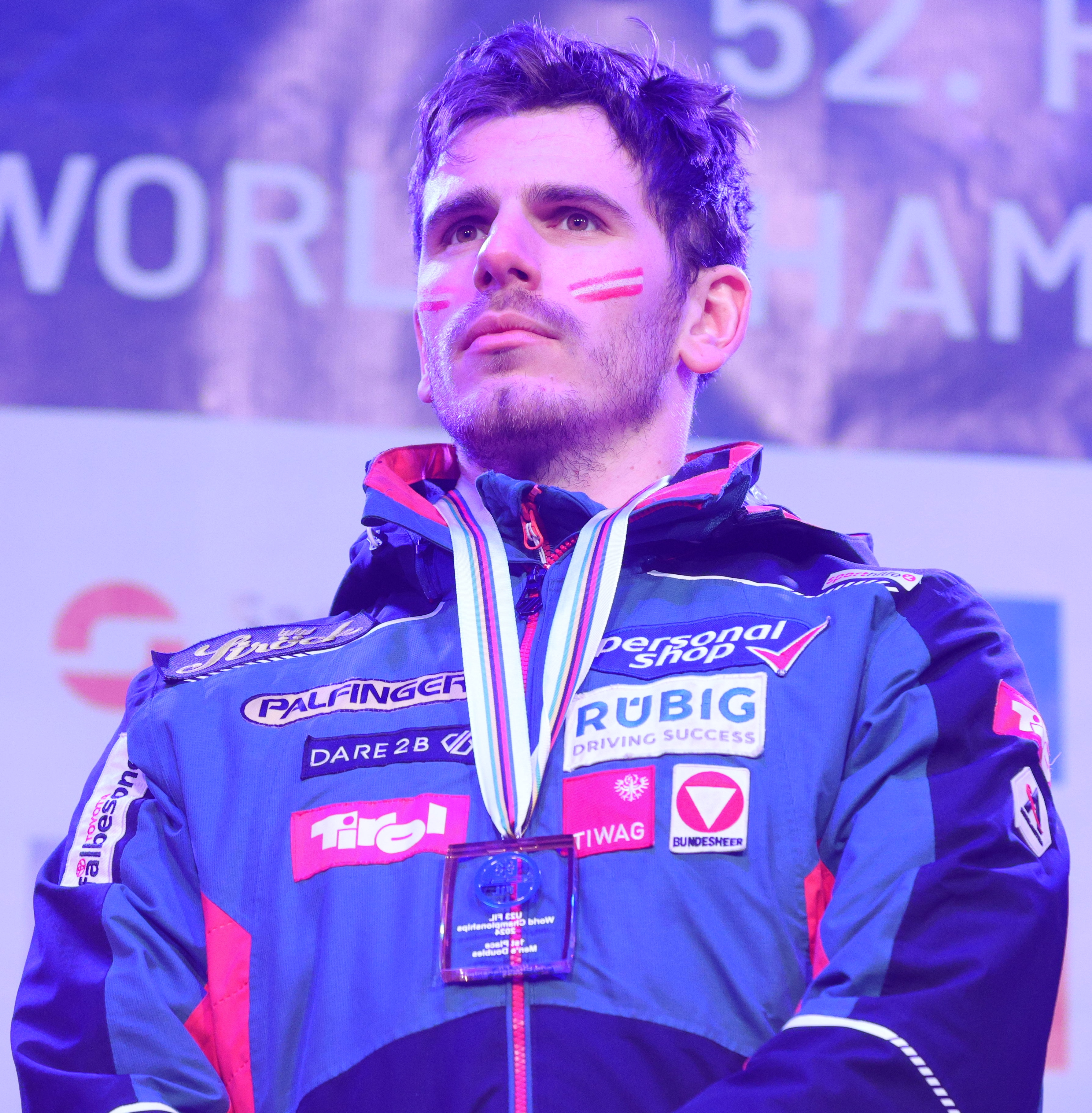
Riccardo Schöpf
(* 2001)

- Şefik Abalı (* 2002), österreichisch-türkischer Fußballspieler
- Berkay Dogan (* 2002), Fußballspieler
- Thomas Geris (* 2002), Fußballspieler
- Pierre Nagler (* 2002), Fußballspieler
- Eva-Maria Riml (* 2002), Tennisspielerin
- Justin Forst (* 2003), Fußballspieler
- Lilli Purtscheller (* 2003), Fußballspielerin
- Daniel Bacher (* 2004), Freestyle-Skier
- Marco Kasper (* 2004), Eishockeyspieler
- Tizian-Valentino Scharmer (* 2004), Fußballspieler
- Emilia Warenski (* 2004), Schauspielerin
- Stefan Kordic (* 2005), Fußballspieler
- Florian Micheler (* 2005), Fußballspieler
- Moritz Neumann (* 2005), Fußballspieler
- Alexander Weigand (* 2005), Fußballspieler
- Jakob Achilles (* 2006), Handballspieler
- Jonas Überbacher (* 2006), Fußballspieler
- Jakob Zangerl (* 2007), Fußballspieler
- Iva Höpperger (* 2013), Kinderdarstellerin

### Geburtsjahr unbekannt
- Helena Scheuberin, Opfer der Hexenverfolgung
- Paul Strickner († 1694), Steinmetzmeister und Bildhauer

## Persönlichkeiten, die mit der Stadt Innsbruck verbunden sind

### Bis 1800
- Maximilian von Österreich (1459–1519), Kaiser des Heiligen Römischen Reiches
- Sebastian Scheel (1480–1554), Maler
- Paul Dax (1503–1561), Soldat, Maler, Glasmaler und Kartograph
- Giovanni Lucchese (um 1510–1581), Renaissancebaumeister
- Jakob von Boymont-Payrsberg (1527–1581), Adliger und Höfling, Statthalter von Innsbruck
- Alexander Colin (1527/29–1612), flämischer Bildhauer und Bildschnitzer des Manierismus
- Philippine Welser (1527–1585), Ehefrau von Erzherzog Ferdinand II. von Habsburg
- Ferdinand II. (1529–1595), Landesfürst von Tirol
- Johann Baptist Cysat (1586/87–1657), Astronom, Rektor der Universität Innsbruck
- Claudia de’ Medici (1604–1648), Erzherzogin von Österreich und Landesfürstin von Tirol
- Ambrosius Reiner (1604–1672), Hofkapellmeister, Organist und Komponist
- Sigismund Epp (1647–1720), Theologe, Rektor der Universität Innsbruck
- Nikolaus Moll (1676–1754), Bildhauer
- Franz Carl Anton Egloff (1679–1741), Schweizer Arzt, Professor und Universitätsrektor in Innsbruck
- Anton Roschmann (1694–1760), Historiker und Bibliothekar, Gründer der Universitäts- und Landesbibliothek in Innsbruck
- Anton Gigl (1700–1769), Stuckateur
- Peter Anton Inama (1715–1783), Hochschullehrer, Rektor der Universität Innsbruck
- Johann Baptist Primisser (1739–1815), Archäologe und Museumsfachmann
- Joseph Stapf (1762–1809), Mathematiker, Rektor der Universität Innsbruck
- Johann Nepomuk Berger von der Pleisse (1768–1864), Feldzeugmeister und Ritter des Maria-Theresien-Ordens, Ehrenbürger der Stadt Innsbruck
- Friedrich von Wilczek (1790–1861), Beamter und Politiker, Ehrenbürger der Stadt Innsbruck
- Wenzel Eliatschek von Siebenburg (1779–1871), Feldmarschallleutnant, Ehrenbürger der Stadt Innsbruck
- Karl Chotek von Chotkow (1783–1868), Hofkanzler des Kaisertums Österreich, Ehrenbürger der Stadt Innsbruck
- Anton von Burlo-Ehrwall (1791–1880), Militär und Offizier, Ehrenbürger der Stadt Innsbruck
- Ernst von Moy de Sons (1799–1867), deutscher Hochschullehrer für Rechtsgeschichte, Rektor der Universität Innsbruck

### 19. Jahrhundert

#### 1801 bis 1850
- Andreas von Gredler (1802–1870), Jurist und Politiker, Ehrenbürger der Stadt Innsbruck
- Anton von Schmerling (1805–1893), Politiker und Jurist, Ehrenbürger der Stadt Innsbruck
- Cajetan von Bissingen-Nippenburg (1806–1898), Statthalter in Tirol, Ehrenbürger der Stadt Innsbruck
- Josef Georg Böhm (1807–1868), Astronom und Mathematiker, Rektor der Universität Innsbruck
- Leo von Thun und Hohenstein (1811–1888), Politiker, Ehrenbürger der Stadt Innsbruck
- Johann von Vorhauser (1811–1890), Statthalter in Tirol, Ehrenbürger der Stadt Innsbruck
- Josef Plaseller (1812–1877), k.k. Bezirksarztes, Direktor des Allgemeinen Krankenhauses sowie der Landesfindel- und -gebäranstalt ins Innsbruck
- Alexander von Bach (1813–1893), Jurist und Politiker, Ehrenbürger der Stadt Innsbruck
- Josef Lasser von Zollheim (1814–1879), Jurist und Politiker, Ehrenbürger der Stadt Innsbruck
- Matthäus Nagiller (1815–1874), Komponist und Dirigent
- Franz Kuhn von Kuhnenfeld (1817–1896),  k.u.k. Reichskriegsminister, Ehrenbürger der Stadt Innsbruck
- Simon Moriggl (1817–1874), Priester, Gymnasiallehrer und Publizist in Innsbruck
- Adolf Pichler (1819–1900), Schriftsteller und Naturwissenschaftler, Ehrenbürger der Stadt Innsbruck
- Carl Giskra (1820–1879), Politiker, Ehrenbürger der Stadt Innsbruck
- Friedrich von Schmidt (1825–1891), deutsch-österreichischer Architekt, Ehrenbürger der Stadt Innsbruck
- Julius von Ficker (1826–1902), deutsch-österreichischer Historiker, Rektor der Universität Innsbruck
- Johann Baptist Wenig (1826–1875), Jesuit, Professor und Rektor an der Universität, Professor am Jesuitenkolleg, Leiter des Theologenkonvikts
- Florian Blaas (1828–1906), Jurist, Politiker und Maler, Ehrenbürger der Stadt Innsbruck
- Alois Czedik von Bründlsberg und Eysenberg (1830–1924), Offizier, Lehrer, Beamter, Eisenbahndirektor und Politiker, Ehrenbürger der Stadt Innsbruck
- Johann von Sieberer (1830–1914), Wohltäter und Ehrenbürger der Stadt Innsbruck
- Johannes Müller (1832–1918), Philologe, Rektor der Universität Innsbruck
- Bohuslav von Widmann (1836–1911), Beamter und Politiker, Ehrenbürger der Stadt Innsbruck
- Paul Steinlechner (1841–1920), Rechtswissenschaftler, Rektor der Universität Innsbruck
- Dominikus Trenkwalder (1841–1897), Bildhauer
- Josef Riehl (1842–1917), Bauingenieur und Bauunternehmer, Ehrenbürger der Stadt Innsbruck
- Anton Ausserer (1843–1889), Naturforscher und Arachnologe
- Leonhard Lang (1843–1928), Papierhändler, Ehrenbürger der Stadt Innsbruck
- Max Haas (1847–1927), Architekt des Späthistorismus
- Franz von Wieser (1848–1923), Geograph und Kunsthistoriker, Rektor der Universität Innsbruck
- Friedrich Stolz (1850–1915), Philologe, Rektor der Universität Innsbruck

#### 1851 bis 1900
- Paul Gautsch von Frankenthurn (1851–1918), Politiker und mehrmaliger k.k. Ministerpräsident, Ehrenbürger der Stadt Innsbruck
- Julius Derschatta von Standhalt (1852–1924), Rechtsanwalt und Politiker, Ehrenbürger der Stadt Innsbruck
- Alois Cathrein (1853–1936), Mineraloge und Rektor der Universität Innsbruck
- Alois Brandl (1855–1940), deutsch-österreichischer Philologe, Ehrenringträger der Stadt Innsbruck
- Anton Kofler (1855–1943), Politiker (DnP), Ehrenbürger der Stadt Innsbruck
- Oskar von Miller (1855–1934), deutscher Bauingenieur, Ehrenbürger der Stadt Innsbruck
- Ernst Hruza (1856–1909), Rechtshistoriker, Rektor der Universität Innsbruck
- Virginia Brunner (1857–1947), Lehrerin und Frauenrechtsaktivistin
- Franz Kranewitter (1860–1938), Dramatiker, Ehrenringträger der Stadt Innsbruck
- Rudolf von Scala (1860–1919), Althistoriker, Rektor der Universität Innsbruck
- Eduard Klingler (1861–1916), Architekt
- Walther Hörmann von Hörbach (1865–1946), Kirchenrechtler, Rektor der Universität Innsbruck
- Paul Gustav Kretschmar (1865–1942), deutscher Rechtswissenschaftler, Rektor der Universität Innsbruck
- Martin Spörr (1866–1937), Musiker, Dirigent und Komponist, Ehrenringträger der Stadt Innsbruck
- Karl Schönherr (1867–1943), Arzt und Schriftsteller, Ehrenringträger der Stadt Innsbruck
- Anton Eder (1868–1952), Rechtsanwalt und Politiker
- Karl Innerebner (1870–1970), Bauingenieur und Bauunternehmer, Ehrenringträger der Stadt Innsbruck
- Anton Müller (1870–1939), Schriftsteller, Ehrenringträger der Stadt Innsbruck
- Virgil Rainer (1871–1948), Bildhauer
- Thomas Riss (1871–1959), Maler, Ehrenringträger der Stadt Innsbruck
- Josef Schatz (1871–1950), Germanist, Rektor der Universität Innsbruck
- Josef Retter (1872–1954), Baumeister und Architekt
- Kunibert Zimmeter (1872–1952), Heimatschützer und Kunstschriftsteller
- Heinrich Hammer (1873–1953), Kunsthistoriker, Ehrenringträger der Stadt Innsbruck
- Josef Pöll (1874–1940), Botaniker, Ehrenringträger der Stadt Innsbruck
- Bernard Rice (1874–?), britischer Glasmaler
- Hans von Haberer (1875–1958), Chirurg, Rektor der Universität Innsbruck
- Richard Seefelder (1875–1949), Ophthalmologe, Rektor der Universität Innsbruck
- Harold Steinacker (1875–1965), Historiker, Rektor der Universität Innsbruck
- Theodor Rittler (1876–1967), Strafrechtler, Rektor der Universität Innsbruck
- Heinrich Comploj (1879–1967), Maler, Grafiker und Lehrer
- Gottlieb Schuller (1879–1959), Glasmaler und Mosaikkünstler
- Ludwig von Ficker (1880–1967), Schriftsteller und Verleger, Ehrenringträger der Stadt Innsbruck
- Carl August Hegner (1880–1964), Schweizer Augenarzt, Ehrenbürger der Stadt Innsbruck
- Adolf Günther (1881–1958), deutscher Rechts- und Staatswissenschaftler, Rektor der Universität Innsbruck
- Burghard Breitner (1884–1956), Mediziner, Rektor der Universität Innsbruck
- Albert Defant (1884–1974), Meteorologe und Ozeanograph, Rektor der Universität Innsbruck
- Richard Berger (1885–1938), Ingenieur und Opfer des Novemberpogroms 1938
- Wilhelm Fischer (1886–1962), Musikwissenschaftler, Ehrenringträger der Stadt Innsbruck
- Raimund von Klebelsberg (1886–1967), Geologe, Rektor der Universität Innsbruck
- Karl Brunner (1887–1965), Anglist, Rektor der Universität Innsbruck
- Franz Fischer (1887–1943), Politiker und von 1929 bis 1938 Bürgermeister von Innsbruck
- Karl Koch (1887–1971), Komponist, Ehrenringträger der Stadt Innsbruck
- Eduard Reut-Nicolussi (1888–1958), Jurist und Politiker, Rektor der Universität Innsbruck
- Josef Andreas Jungmann (1889–1975), Jesuit, Liturgiker und Konzilsberater, Rektor der Universität Innsbruck
- Joseph Georg Oberkofler (1889–1962), Lyriker, Ehrenringträger der Stadt Innsbruck
- Sophie Gasser (1892–1978), Schweizer Schriftstellerin – lebte ab 1933 in Innsbruck-Amras
- Franz Greiter (1896–1978), Rechtsanwalt, Politiker und von 1951 bis 1956 Bürgermeister von Innsbruck
- Arnold Herdlitczka (1896–1984), Rechtswissenschaftler, Rektor der Universität Innsbruck
- Anni Kraus (1897–1986), Mundartschriftstellerin, Ehrenringträgerin der Stadt Innsbruck
- Josef Leitgeb (1897–1952), Schriftsteller, Ehrenringträger der Stadt Innsbruck
- Josef Fuchs (1898–1979), Politiker (SPÖ), Ehrenringträger der Stadt Innsbruck
- Hans Kinzl (1898–1979), Geograph und Gebirgsforscher, Rektor der Universität Innsbruck
- Anton Melzer (1898–1951), Politiker und von 1945 bis 1951 Bürgermeister von Innsbruck
- Egon Denz (1899–1979), Jurist, Politiker (NSDAP) und SS-Führer
- Hugo Rahner (1900–1968), Theologe, Rektor der Universität Innsbruck

### 20. Jahrhundert

#### 1901 bis 1950
- Edmund Christoph (1901–1961), Politiker (NSDAP)
- Anton Graf Bossi Fedrigotti (1901–1990), Autor
- Otto Winter (1901–1973), Politiker (SPÖ), Ehrenringträger der Stadt Innsbruck
- Franz Hofer (1902–1975), österreichisch-deutscher Politiker, NSDAP-Gauleiter von Tirol-Vorarlberg
- Paulus Rusch (1903–1986), Bischof
- Wilhelm Stigler (1903–1976), Architekt
- Theodor von der Wense (1904–1977), Mediziner und Professor
- Franz Staud (1905–1959), Bildhauer
- Hans Faber-Perathoner (1907–1987), Lehrer und Autor
- Maria Hagleitner (1907–1997), Politikerin (SPÖ), Ehrenringträgerin der Stadt Innsbruck
- Friedl Wolfgang (1908–1984), Skirennläufer sowie Generalsekretär für die Olympischen Winterspiele 1964, Ehrenringträger der Stadt Innsbruck
- Anna Maria Achenrainer (1909–1972), Schriftstellerin und Gründungsmitglied des Turmbunds
- Franz Hampl (1910–2000), Althistoriker, Rektor der Universität Innsbruck
- Max Weiler (1910–2001), Maler, Ehrenringträger der Stadt Innsbruck
- Alois Lugger (1912–2005), Politiker (ÖVP) und Bürgermeister von Innsbruck
- Ernst Kolb (1912–1978), Politiker (ÖVP) und Jurist, Rektor der Universität Innsbruck
- Klaus Mahnert (1913–2005), Politiker (NSDAP), Ehrenringträger der Stadt Innsbruck
- Friedel Auer-Miehle (1914–2004), Malerin
- Josef Kolb (1914–1994), Physiker, Rektor der Universität Innsbruck
- Franz Fliri (1918–2008), Geograph, Klimatologe und Quartärforscher. Rektor der Universität Innsbruck
- Josef Moser (1918–1993), Zeitungsverleger, Ehrenringträger der Stadt Innsbruck
- Emerich Coreth (1919–2006), katholischer Theologe und Philosoph, Rektor der Universität Innsbruck
- Walter Myss (1920–2008), Autor, Kunsthistoriker, Philosoph und Musiker
- Theodor Seykora (1921–2015), Manager und Politiker (ÖVP), Ehrenringträger der Stadt Innsbruck
- Alois Stöger (1921–1998), Ordensgeistlicher Abt von Stift Wilten, Ehrenringträger der Stadt Innsbruck
- Franz Stummvoll (1921–2006), Maler, Grafiker und Schriftkünstler, lebte in Innsbruck und schuf mehrere seiner Werke in der Stadt
- Paul Flora (1922–2009), Künstler
- Maria Nowak-Vogl (1922–1998), Kinder- und Jugendpsychiaterin
- Benedikt Posch (1922–2001), Journalist und Verleger
- Herbert Braunsteiner (1923–2006), Mediziner, Rektor der Universität Innsbruck
- Johann Rainer (1923–2015), Historiker und Professor an der Universität Innsbruck
- Siegfried Hafner (1925–2013), Bildhauer
- Erich Keber (1926–2016), Bildhauer
- Herbert Batliner (1928–2019), liechtensteinischer Rechtsanwalt, Finanztreuhänder und Kunstsammler, Träger des Ehrenrings der Stadt Innsbruck
- Otto Muck (1928–2024), katholischer Theologe und Philosoph, Rektor der Universität Innsbruck
- Clemens August Andreae (1929–1991), deutsch-österreichischer Nationalökonom, Rektor der Universität Innsbruck
- Eva Lubinger (1930–2023), Schriftstellerin
- Oswald Fuchs (1933–2015), Schauspieler und Regisseur
- Wolfram Krömer (* 1935), deutscher Romanist und Literaturwissenschaftler, Rektor der Universität Innsbruck
- Josef Griesser (1937–2022), Schauspieler
- Alois Kothgasser (1937–2024), Bischof
- Christian Smekal (* 1937), Finanzwissenschaftler. Rektor der Universität Innsbruck
- Brigitte Fassbaender (* 1939), deutsche Künstlerin, Indendantin der Tiroler Landestheater Innsbruck
- Hans Moser (* 1939), Germanist, Rektor der Universität Innsbruck
- Andreas Khol (* 1941), Politiker (ÖVP), Ehrenringträger der Stadt Innsbruck
- Raimund Margreiter (* 1941), Chirurg, Ehrenringträger der Stadt Innsbruck
- Anton Pelinka (* 1941), Jurist und Politikwissenschaftler
- Herwig van Staa (* 1942), Politiker (ÖVP) und von 1994 bis 2002 Bürgermeister von Innsbruck
- Hilde Zach (1942–2011), Politikerin und von 2002 bis 2010 Bürgermeisterin von Innsbruck
- Dieter Mathoi (1943–2012), Architekt
- Christoph Huber (* 1944), Hämatologe, Onkologe und Immunologe, Ehrenbürger der Stadt Innsbruck
- Tilmann Märk (* 1944), Physiker, Rektor der Universität Innsbruck
- Manfried Gantner (* 1945), Wirtschaftswissenschaftler, Rektor der Universität Innsbruck
- Anton Zeilinger (* 1945), Quantenphysiker und Nobelpreisträger
- Karl Gabl (* 1946), Meteorologe
- René Jacobs (* 1946), belgischer Dirigent und Countertenor, Ehrenringträger der Stadt Innsbruck
- Rudolf Federspiel (* 1949), Politiker (FPÖ)
- Karlheinz Töchterle (* 1949), Altphilologe und Politiker (ÖVP), Rektor der Universität Innsbruck

#### 1951 bis 2000
- W. Wolfgang Fleischhacker (* 1953), Psychiater, Rektor der Medizinischen Universität Innsbruck
- Romed Mungenast (1953–2006), jenischer Schriftsteller und Archivar
- Günther Platter (* 1954), Landeshauptmann von Tirol
- Andreas Maislinger (* 1955), Politikwissenschafter
- Günther Pallaver (* 1955), Politikwissenschaftler
- Manfred Scheuer (* 1955), Bischof
- Elisabeth Zanon (* 1955), Politikerin (1994–2008), Landeshauptmann-Stellvertreterin von Tirol a. D.
- Johann Nikolussi (* 1956), Schauspieler
- Alois Hotschnig (* 1959), Schriftsteller
- Ursula Schwarzl (1960), Politikerin (GRÜNE), Vizebürgermeisterin
- Johannes Reitmeier (* 1962), deutscher Autor und Regisseur, Intendant der Tiroler Landestheater Innsbruck
- Evelyn Achhorner (* 1965), Politikerin (FPÖ)
- Hermann Glettler (* 1965), Bischof
- Stephan Leithner (* 1966), Manager
- Veronika Sexl (* 1966), Pharmakologin und Toxikologin, Rektorin der Universität Innsbruck
- Franz Xaver Gruber (* 1968), Politiker (ÖVP)
- Johann Nikolussi (* 1968), Schauspieler
- Carmen Gratl (* 1969), Schauspielerin
- Sonja Pitscheider (* 1969), Politikerin (GRÜNE)
- Selma Yildirim (* 1969), Politikerin (SPÖ)
- Helmuth A. Häusler (* 1970), Schauspieler
- Bernhard Aichner (* 1972), Schriftsteller und Fotograf
- Marie-Louise Gächter (* 1973), Juristin
- Markus Abwerzger (* 1975), Politiker (FPÖ)
- Zeliha Arslan (* 1975), Politikerin (GRÜNE)
- Irene Girkinger (* 1976), Intendantin des Tiroler Landestheaters
- Martin Kolozs (* 1978), Schriftsteller und Verleger
- Barbara Neßler (* 1991), Politikerin (GRÜNE)